# Mato Grosso
Mato Grosso é uma das 27 unidades federativas do Brasil. Está situado na Região Centro-Oeste, sendo o terceiro maior estado do país em extensão territorial com uma área de 903 207,050 km², constituindo-se na decima nona maior subdivisão mundial, sendo um pouco menor que a Venezuela. Tendo a porção norte de seu território ocupada pela Amazônia Legal e o sul pertencente ao Centro-Sul do Brasil é dividido em 142 municípios, sendo o município de Colniza  com 27 946 126 km² o maior em extensão territorial e São Pedro da Cipa o menor município com 344,05 km². Sua capital é o município de Cuiabá e seu atual governador é Mauro Mendes.
Com mais de 3,6 milhões de habitantes ou cerca de 1,8% da população brasileira, é o segundo estado mais populoso da Região Centro Oeste e o décimo sexto mais populoso do Brasil. As cidades mais populosas são: Cuiabá, com 650 mil habitantes em 2022, Várzea Grande, com 300 078, Rondonópolis com 244 911, Sinop com 196 312 e Sorriso com 110 635 habitantes. O estado é ainda, subdividido em  18 regiões geográficas imediatas, que por sua vez estão agrupadas em cinco regiões geográficas intermediárias. Seus limites são com o estado do Tocantins e Goiás ao leste e sudeste; Mato Grosso do Sul ao sul e sudoeste; Amazonas e Pará ao norte; além de Rondônia e fronteira com a Bolívia ao oeste e noroeste, respectivamente. A Região Metropolitana do Vale do Rio Cuiabá, com população superior aos 1 milhão de habitantes, é sua única região metropolitana, onde concentra 29,6 % da população do estado.
A área que compreende o território mato-grossense era habitado pelos índios bororós, parecis, paiaguás, caiapós, guaicurus e guaranis. Devido a relatos sobre imensas riquezas do interior do continente sul-americano, acenderam as ambições de portugueses e espanhóis. Os jesuítas, a serviço dos espanhóis, criaram os primeiros núcleos, de onde foram expulsos pelos bandeirantes paulistas em 1680. Em 1718, com a descoberta do ouro acelerou o povoamento nos rios Coxipó e Cuiabá. Com a criação da Capitania de Mato Grosso em 1748 o Império Português construiu um eficiente sistema de defesa. Em 1750 com o Tratado de Madri, foi reconhecida as conquistas dos bandeirantes na região e dirimiu questões de limites territoriais entre Portugal e Espanha. Com a chegada dos seringueiros, pecuaristas e exploradores de erva-mate na primeira metade do século XIX, a região retomou o seu desenvolvimento. No início do século XX Mato Grosso passou por transformações, principalmente na redução de seu território, com a criação do Território Federal do Guaporé (atual estado de Rondônia) em 1943 e em 1977, a parte sul do estado foi desmembrada, para a formação do estado de Mato Grosso do Sul.
A economia de Mato Grosso possuí a maior participação no setor primário do país, segundo pesquisa realizada em setembro de 2020 pelo Instituto Brasileiro de Geografia e Estatística, o estado tinha o maior rebanho de gado e a maior produção agrícola do país — sendo o maior produtor nacional de commodities como a soja, milho e algodão. No ano de 2023, o estado era o terceiro maior produtor de soja do mundo, segundo o Instituto Mato-Grossense de Economia Agropecuária (IMEA); se fosse um pais soberano, sua produção seria menor apenas que a do Brasil e dos Estados Unidos. Além de grande produção agrícola, Mato Grosso é rico em biodiversidade, na fronteira com o estado de Mato Grosso do Sul concentra o Pantanal a maior planície alagada do planeta e considerada pela Unesco como Patrimônio Natural Mundial e Reserva da Biosfera, o estado traz em seu patrimônio histórico e cultural uma riqueza histórica, cultural e gastronômica. Possui indicadores sociais, econômicos e ambientais distintos, como o decimo maior PIB e o quarto maior PIB per capita entre as unidades da federação, é o décimo segundo com maior taxa de mortalidade infantil, a décima terceira maior taxa de homicídios e maior desmatador da Amazônia Legal e de ocorrência de queimadas no pais.

## Etimologia
Certamente, o nome nasceu em meados da década de 1730, dado por desbravadores, como os bandeirantes paulistas, que vieram para uma região do atual estado onde as florestas eram densas. Apesar de nem toda a vegetação ter características de cerrado e ser espessa, a designação acabou se fixando, sendo oficializada desde a carta régia de 9 de maio de 1748.

## História

### Colonização europeia

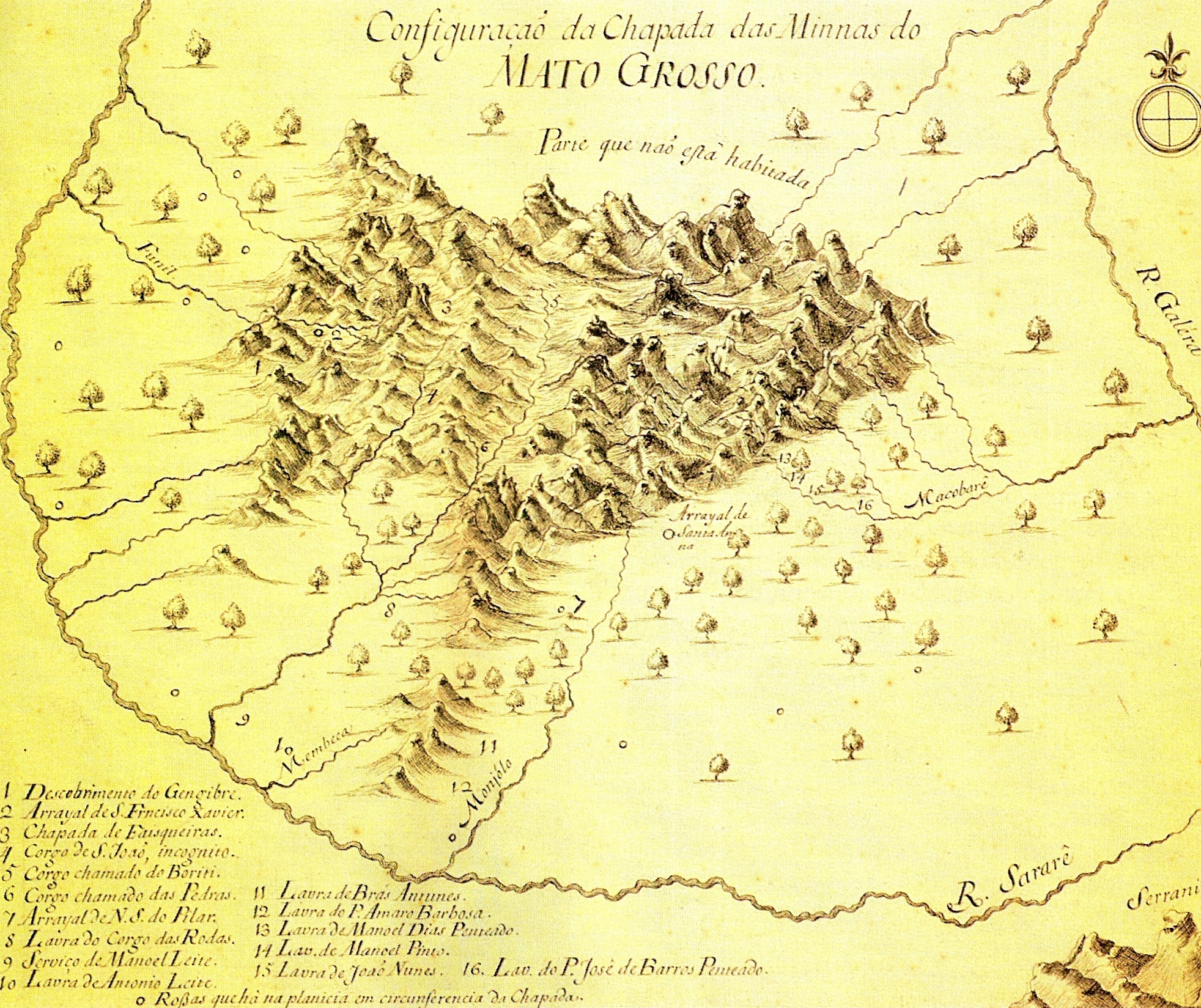
Mapa do século XVIII da região

Quando da chegada dos primeiros europeus, o atual território mato-grossense era habitado por diversos povos indígenas, como os bororós, parecis, paiaguás, caiapós, guaicurus e guaranis.
Pelo Tratado de Tordesilhas (1494), o atual Mato Grosso era posse da Espanha.
O primeiro desbravador do atual território mato-grossense foi o português Aleixo Garcia, náufrago da expedição de Juan Díaz de Solís, que, em 1525, atravessou a mesopotâmia entre os rios Paraná e Paraguai, alcançando a Bolívia. Ao voltar de lá, com grandes quantidades de prata e cobre, foi morto pelos indígenas paiaguás. Em 1526, Sebastião Caboto também adentrou a região, estabelecendo uma relação amistosa com os guaranis, recebendo, de presente, peças de metais preciosos.
Nos séculos XVI e XVII, desbravaram a região, vindos do atual Paraguai, jesuítas, para catequese dos indígenas, e exploradores espanhóis e hispano-americanos, à procura de riquezas minerais. Estes acabaram de encontro, nos setecentos, com os bandeirantes paulistas, à procura de pedras preciosas e indígenas para escravizar.

### Corrida do ouro

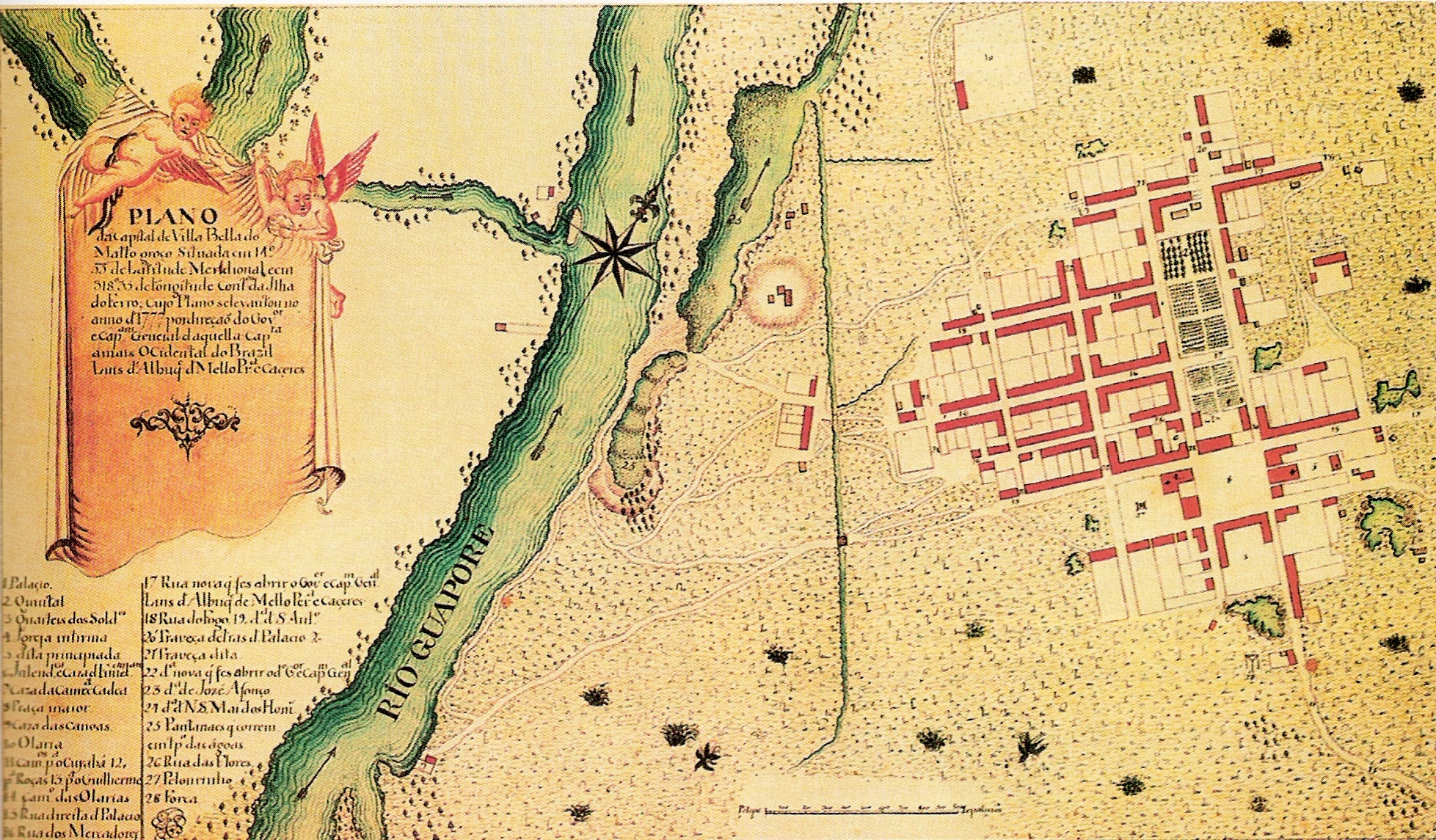
Mapa português para colonização de Vila Bela da Santíssima Trindade, primeira capital da Capitania de Mato Grosso

A região foi desbravada por mais bandeirantes no início do século XVIII, especialmente após a derrota paulista na Guerra dos Emboabas. Um deles, Pascoal Moreira Cabral, natural de Sorocaba e descendente de indígenas, descobriu ouro nas margens dos rios Coxipó e Cuiabá em 1718 e, em 8 de abril de 1719, foi lavrado o termo de fundação do arraial de Cuiabá, localizado próximo à confluência dos rios Coxipó e Cuiabá.
A descoberta de ouro em Mato Grosso levou a uma corrida do ouro e à formação das monções, expedições fluviais que partiam de Porto Feliz em direção a Cuiabá. A viagem do litoral atlântico até Cuiabá, com uma distância de 500 léguas, era difícil e perigosa em razão do desconforto, febres e ataques dos indígenas.
Rodrigo César de Meneses, capitão-general da capitania de São Paulo, chegou a Cuiabá no fim de 1726 e ali permaneceu por cerca de um ano e meio. A localidade recebeu o título de vila, com o nome de Vila Real do Senhor Bom Jesus do Cuiabá, em 1° de janeiro de 1727. Constituiu-se a câmara e nomeou-se um corpo de funcionários encarregados de dar cumprimento ao rigoroso regulamento fiscal da coroa. Em 1729, foi criado o lugar de ouvidor.
Em 9 de maio de 1748, um alvará do Rei de Portugal, D. João V, criou a Capitania de Mato Grosso, desmembrada da de São Paulo e sediada em Vila Bela da Santíssima Trindade.

### Problemas de fronteiras

Divisão administrativa do Brasil após a Guerra dos Emboabas.

O Tratado de Madrid, de 1750, reconheceu as conquistas bandeirantes na região de Mato Grosso, para dirimir questões de limites entre Portugal e Espanha. Outro tratado, de 1761, modificou o anterior, ao proibir construções fortificadas na faixa de fronteira. Os espanhóis exigiram a evacuação de Santa Rosa, ocupada e fortificada pelo então governador Rolim de Moura, que resolveu enfrentá-los. Travou-se luta, sem vantagem decisiva para nenhuma das partes. Afinal, os castelhanos se retiraram em 1766, já sob o governo do sucessor de Rolim, seu sobrinho João Pedro da Câmara. Expulsos os jesuítas do Império Espanhol, em 1767, a situação tornou-se mais tranquila para Portugal.
Luís de Albuquerque de Melo Pereira e Cáceres, que governou de 1772 a 1789, tomou, porém, a iniciativa de reforçar o esquema de defesa, construindo, nas margens do Rio Guaporé, o Real Forte do Príncipe da Beira, no qual chegaram a trabalhar mais de duzentos obreiros e, no sul, sobre o Rio Paraguai, abaixo do Rio Miranda, o Presídio de Nova Coimbra (atual Corumbá). Fundou Vila Maria (mais tarde São Luís de Cáceres, ou simplesmente Cáceres), Casalvasco, Salinas e Corixa Grande. Criticou severamente o novo tratado luso-espanhol de 1777 (Tratado de Santo Ildefonso) no tocante a Mato Grosso, por achar que encerrava concessões prejudiciais a Portugal. Usou no levantamento cartográfico e na delimitação de fronteiras os serviços de dois astrônomos e matemáticos brasileiros recém-formados em Coimbra, Francisco José de Lacerda e Almeida e Antônio Pires da Silva Pontes, e dos geógrafos capitães Ricardo Francisco de Almeida Serra e Joaquim José Ferreira.
Caetano Pinto de Miranda Montenegro, o futuro Marquês de Vila Real de Praia Grande, chegou a Cuiabá em 1796 para assumir o cargo de capitão-general, com recomendação da metrópole para elaborar um plano de defesa que protegesse a capitania contra qualquer tentativa de invasão. A guerra com os espanhóis foi deflagrada em 1801, quando Lázaro de Ribera, à frente de oitocentos homens, atacou o Forte de Coimbra, defendido bravamente por Ricardo Franco, com apenas cem homens, que conseguiram repelir o invasor. A paz, todavia, só foi firmada em Badajoz, em 6 de maio de 1802. A capitania, então, consolidou sua estabilidade territorial e neutralizou de imediato o perigo de novas invasões.
No fim do período colonial, registrou-se certo declínio da capitania. Cuiabá e Vila Bela da Santíssima Trindade já eram cidades. Em 20 de agosto de 1821, o então governador da Capitania, Francisco de Paula Magessi Tavares de Carvalho, foi deposto pela população em geral por ser "ambicioso em extremo, concussionário insaciável, hipócrita". Formou-se, em Cuiabá, uma junta governativa que jurou lealdade ao príncipe regente dom Pedro e outra, dissidente, em Vila Bela, com o que se estabeleceu a dualidade de poder.
Em abril de 1878, em função do Tratado de Ayacucho, foram enviadas, para Corumbá, as "Plantas Geográficas dos Rios Guaporé e Mamoré", sendo que a cartografia para delimitar os limites fronteiriços dos rios Guaporé e Mamoré foi levantada e apresentada pela Segunda Seção Brasileira, sediada na mesma cidade, tendo sido todas chanceladas pelos delegados brasileiros e bolivianos. Continuando, a descrição diz "Destas cabeceiras continuam os limites pelo leito do mesmo rio até sua confluência com o Guaporé, e depois pelo leito deste e do Mamoré até sua confluência com o Beni, onde principia o Rio Madeira". Em 1878 e 1879, houve troca de notas da chancelaria boliviana com a embaixada do Brasil em La Paz, acusando o recebimento e aprovando a "Carta Geral", conforme ajustado na Sétima Conferência da Comissão Mista.

### Império

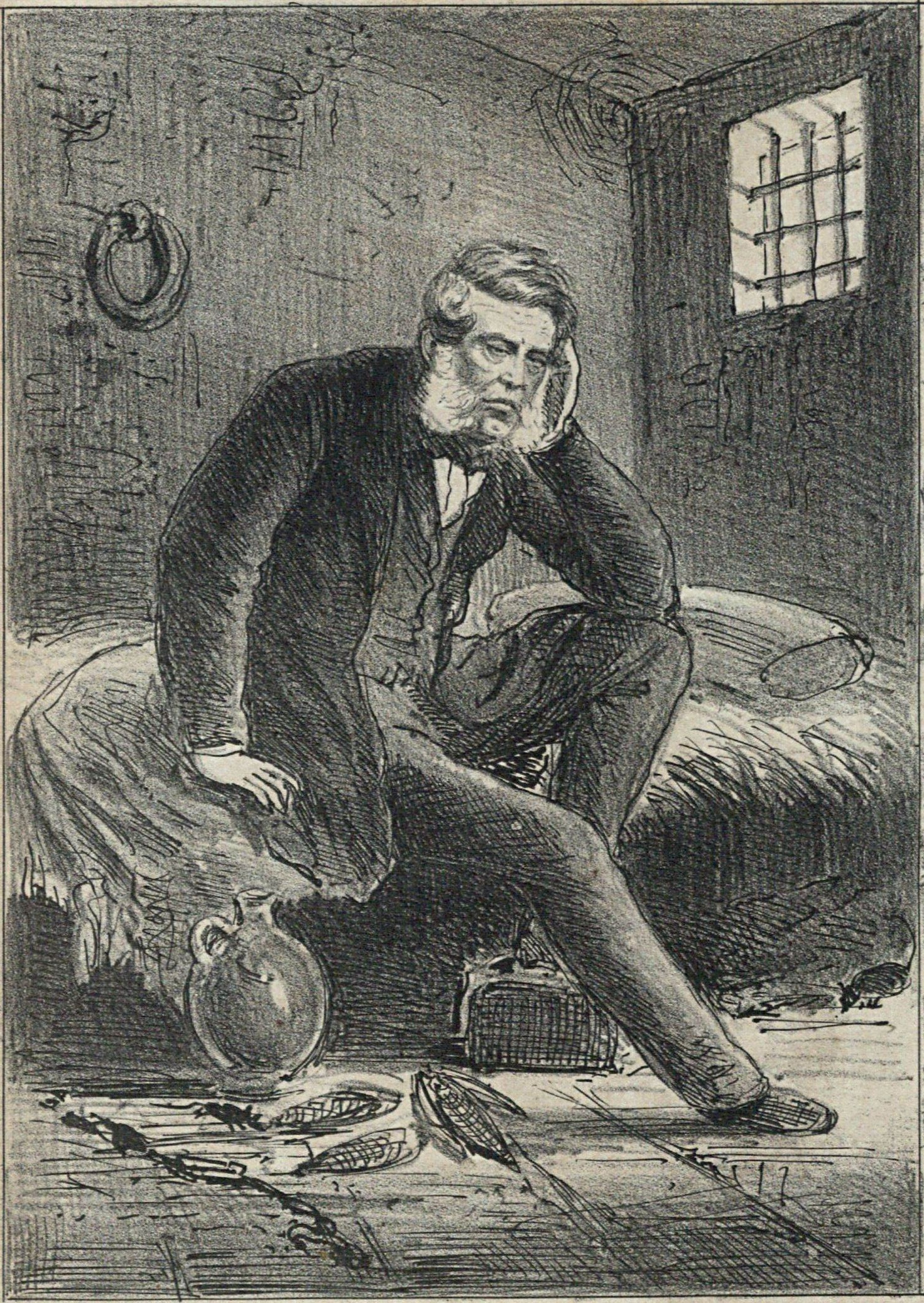
Coronel Frederico Carneiro de Campos prisioneiro no Paraguai.

A notícia da Independência do Brasil chegou a Cuiabá no início de 1823, o que se devia às dificuldades de comunicações com o restante do país. Um governo provisório foi instalado. O primeiro presidente da província, José Saturnino da Costa Pereira, tomou posse em 20 de janeiro de 1824 e tratou de transferir a capital para Cuiabá.
As lutas entre as tendências conservadora e liberal refletiram-se na província durante o primeiro reinado e a regência. Foi montada, em Cuiabá, a tipografia na qual seria impresso o primeiro jornal da província, a "Tifis Matogrossense", cujo primeiro número circulou em 14 de agosto de 1839. A situação econômico-financeira da província se agravou, com um déficit orçamentário crescente.
Os governos se sucederam sem acontecimentos de maior relevo até a Guerra do Paraguai. Em 1850, foi montada, pelo então governador João José da Costa Pimentel, uma guarda defensiva no Morro do Pão de Açúcar, irritando o governo paraguaio, e Pimentel recuou ante reuniões diplomáticas em Assunção. Foi substituído pelo capitão de fragata Augusto João Manuel Leverger, barão de Melgaço, cujo primeiro governo durou de 1851 a 1857. Leverger recebeu ordem de concentrar toda a força militar da província no baixo Paraguai, para esperar os navios que deveriam subir o rio com ou sem licença de Francisco Solano López. Mudou-se, então, para o Forte de Coimbra, onde permaneceu cerca de dois anos.
O coronel Frederico Carneiro de Campos, nomeado presidente provincial em 1864, subia o rio Paraguai para assumir o posto quando seu navio — o Marquês de Olinda — foi atacado e aprisionado por uma belonave paraguaia. Logo que o Paraguai rompeu as hostilidades, revelou-se a fraqueza do sistema defensivo brasileiro em Mato Grosso, prevista por Leverger. Caiu logo Coimbra, após dois dias de resistência. Em seguida, foi a vez de Corumbá e da colônia de Dourados. A guerra seguiu seu curso, marcada por episódios como a retirada de Laguna, a retomada e subsequente abandono de Corumbá. Dessa cidade, as tropas brasileiras trouxeram para Cuiabá uma epidemia de varíola que teve efeitos devastadores. Para o povo, 1867 seria o "ano das bexigas", mais que da retomada de Corumbá.
Os últimos anos do império registraram um lento desenvolvimento da província, governada de outubro de 1884 a novembro de 1885 pelo general Floriano Peixoto, futuro presidente da República. Em 9 de agosto de 1889, assumiu a presidência o coronel Ernesto Augusto da Cunha Matos, sob cujo governo se realizou a eleição de que saíram vitoriosos os liberais — triunfo celebrado em Cuiabá com um pomposo baile em 7 de dezembro, pouco antes de chegar à cidade a notícia da Proclamação da República.

### República

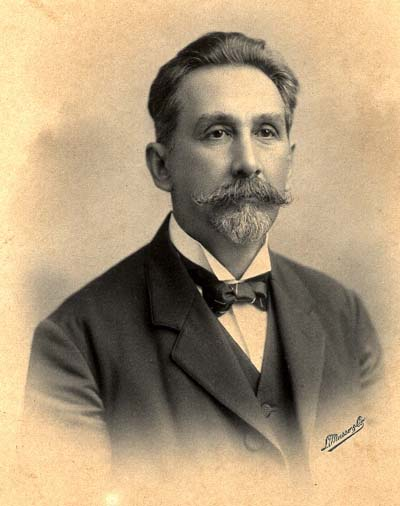
Generoso Ponce

As aspirações republicanas e federalistas em Mato Grosso tinham tido expressão confusa em várias revoltas, mas no remanso do segundo reinado as agitações se aplacaram. As campanhas pela abolição e pela república tiveram ali repercussão modesta. Ao iniciar-se o período republicano, Mato Grosso tinha uma população calculada em oitenta mil habitantes. A província ficava segregada: sem estradas de ferro, eram necessários cerca de trinta dias de viagem, passando por três países estrangeiros, para atingi-la, a partir da então capital Rio de Janeiro, por via fluvial.
Nas primeiras décadas do período republicano a violência foi usada em disputas políticas e econômicas, com conflitos armados pelo governo estadual, conflitos em geral entre coronéis por poder e terras, saques a cidades, como Paranaíba, execuções de opositores, como o Massacre da Baía do Garcez, em 1901, e tentativas de conseguir autonomia para o sul, que já naquela época tinha sentimento separatista. Houve também um projeto de separar o Mato Grosso do Brasil em 1892.

Em 1892 a oposição pegou em armas e derrubou o presidente estadual Manuel Murtinho em 1º de fevereiro. Porém, em 7 de maio, Generoso Ponce, à frente de 4 000 homens, iniciou o cerco às forças adversárias na capital e dominou-as em menos de uma semana. Em 22 de junho, caiu Corumbá. Vitorioso seu Partido Republicano, Murtinho retornou ao poder. Surgiu mais tarde, entretanto, uma desavença entre Ponce e Murtinho. O rompimento consumou-se em dezembro de 1898, com uma declaração pública de Manuel Murtinho, apoiado por seu irmão Joaquim Murtinho, ministro da Fazenda do presidente Campos Sales. Seus partidários conquistaram o poder, num ambiente de grande violência. Mais tarde, contudo, Ponce e Murtinho reconciliaram-se e formaram novo agrupamento político.

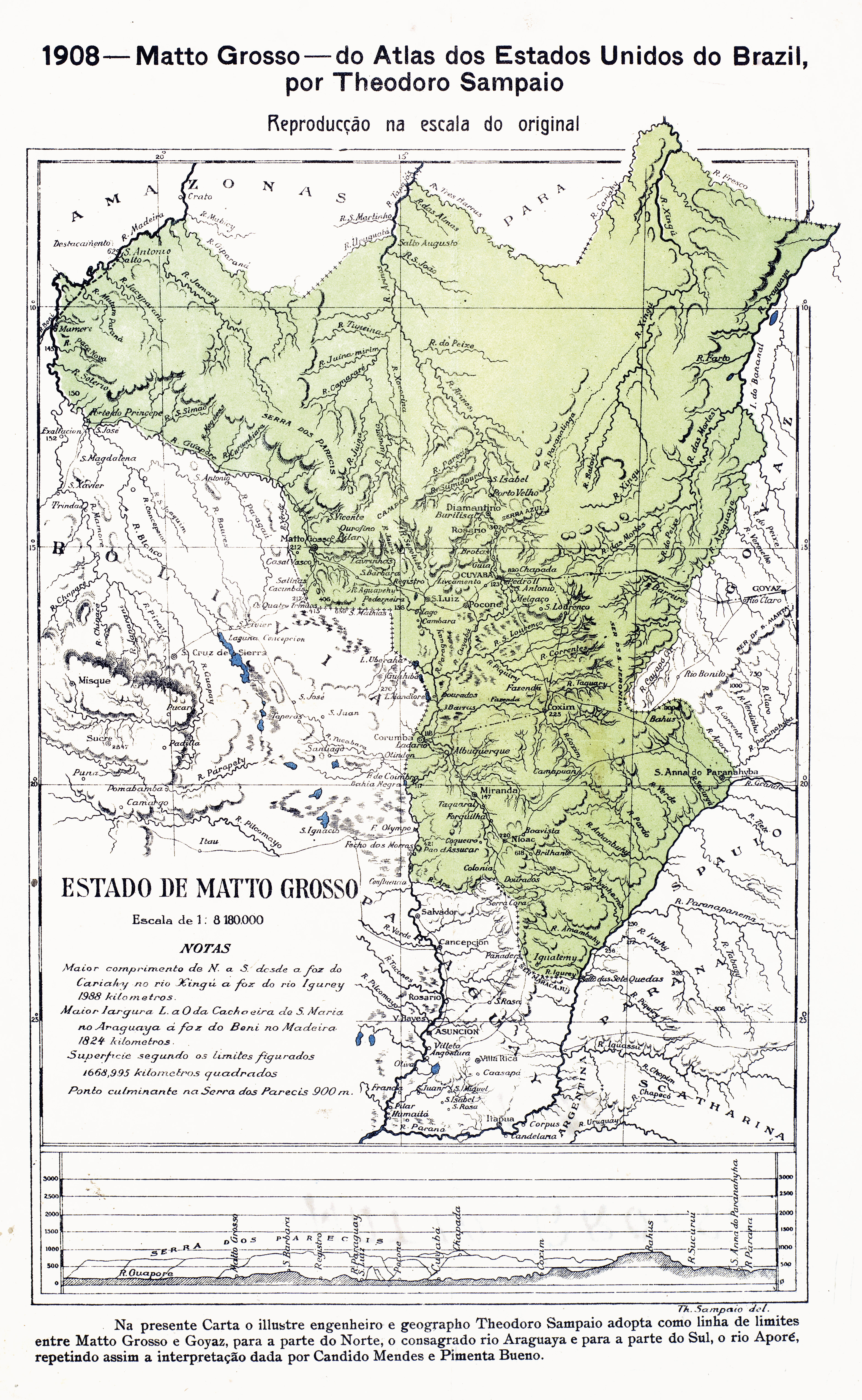
Mapa do estado de Mato Grosso por Teodoro Sampaio, 1908

A vitória dessa corrente política se deu com o movimento armado de 1906, que culminou na morte do presidente Antônio "Totó" Pais de Barros. Seguiu-se um período de interinidade na presidência. Generoso Ponce foi afinal eleito em 1907. A economia do estado melhorou com a abertura de vias férreas a partir do leste (Jupiá, Três Lagoas e Água Clara) e do oeste (Porto Esperança, Miranda e Aquidauana), para se encontrarem em Campo Grande. A ligação ferroviária com São Paulo foi fator de progresso para Mato Grosso, por intensificar o comércio e valorizar as terras da região.
Com o novo presidente, Joaquim Augusto da Costa Marques, que assumiu em 1911, avultaram as pressões da companhia Mate Laranjeira no sentido de renovar o arrendamento dos seus extensos ervais no sul do estado. A pretensão suscitou nova divergência entre Murtinho e Ponce: o primeiro defendia a prorrogação do contrato até 1930, com opção para a compra de 1 000 000 a 2 000 000 de hectares, enquanto Ponce queria a divisão da área em lotes de 450 hectares, que seriam oferecidos a arrendamento em hasta pública. Morto Ponce, a empresa ganhou novo trunfo com o apoio do senador situacionista Antônio Azeredo. Mas o antigo presidente do estado, Pedro Celestino Corrêa da Costa, tomou posição contrária. Os deputados estaduais hostis à prorrogação do contrato fizeram obstrução e impediram que ela fosse aprovada. Finalmente, a Mate Laranjeira foi frustrada em suas pretensões, com a aprovação da Lei n° 725, de 24 de agosto de 1915.
O general Caetano Manuel de Faria e Albuquerque assumiu o governo em 15 de agosto de 1915. Seus próprios correligionários conservadores tentaram forçá-lo à renúncia, e ele, tendo a seu lado Pedro Celestino, aceitou o apoio da oposição, num movimento que se chamou "caetanada". Contra seu governo organizou-se a rebelião armada, com ajuda da Mate Laranjeira e seus aliados políticos. Na assembleia, foi proposto e aprovado o impedimento do general Caetano de Albuquerque. Consultado, o Supremo Tribunal Federal não tomou posição definitiva, e o presidente Venceslau Brás acabou por decretar a intervenção no estado em 10 de janeiro de 1917. Em outubro, no Rio de Janeiro, os chefes dos dois partidos locais concluíram acordo, mediante o qual indicava o bispo dom Francisco de Aquino Correia para presidente, em caráter suprapartidário. O prelado assumiu em 22 de janeiro de 1918 e fez uma administração conciliadora, assinalada por uma série de iniciativas. A intervenção federal pôs fim à época da luta armada pelo poder.
Até a Revolução de 1930, a administração estadual lutou com graves problemas financeiros. No período pós-revolucionário, sucederam-se os interventores nomeados pelo presidente Vargas. Em 1932, o general Bertoldo Klinger, comandante militar de Mato Grosso, deu apoio armado à Revolução Constitucionalista de 1932 em São Paulo. Em 7 de outubro de 1935, a Assembleia Constituinte elegeu governador Mário Correia da Costa. Incidentes ocorridos em dezembro de 1936, quando foram feridos a bala os senadores Vespasiano Martins e João Vilas Boas, deram causa à renúncia do governador e à nova intervenção federal.
Houve uma transformação em Mato Grosso na década de 1950, com a construção de Brasília, e nas décadas de 1960 e 1970, com a política de integração nacional, incentivos fiscais ao agronegócio e investimentos em infraestrutura. O estado teve um grande crescimento e atraiu migrantes de todo o país.

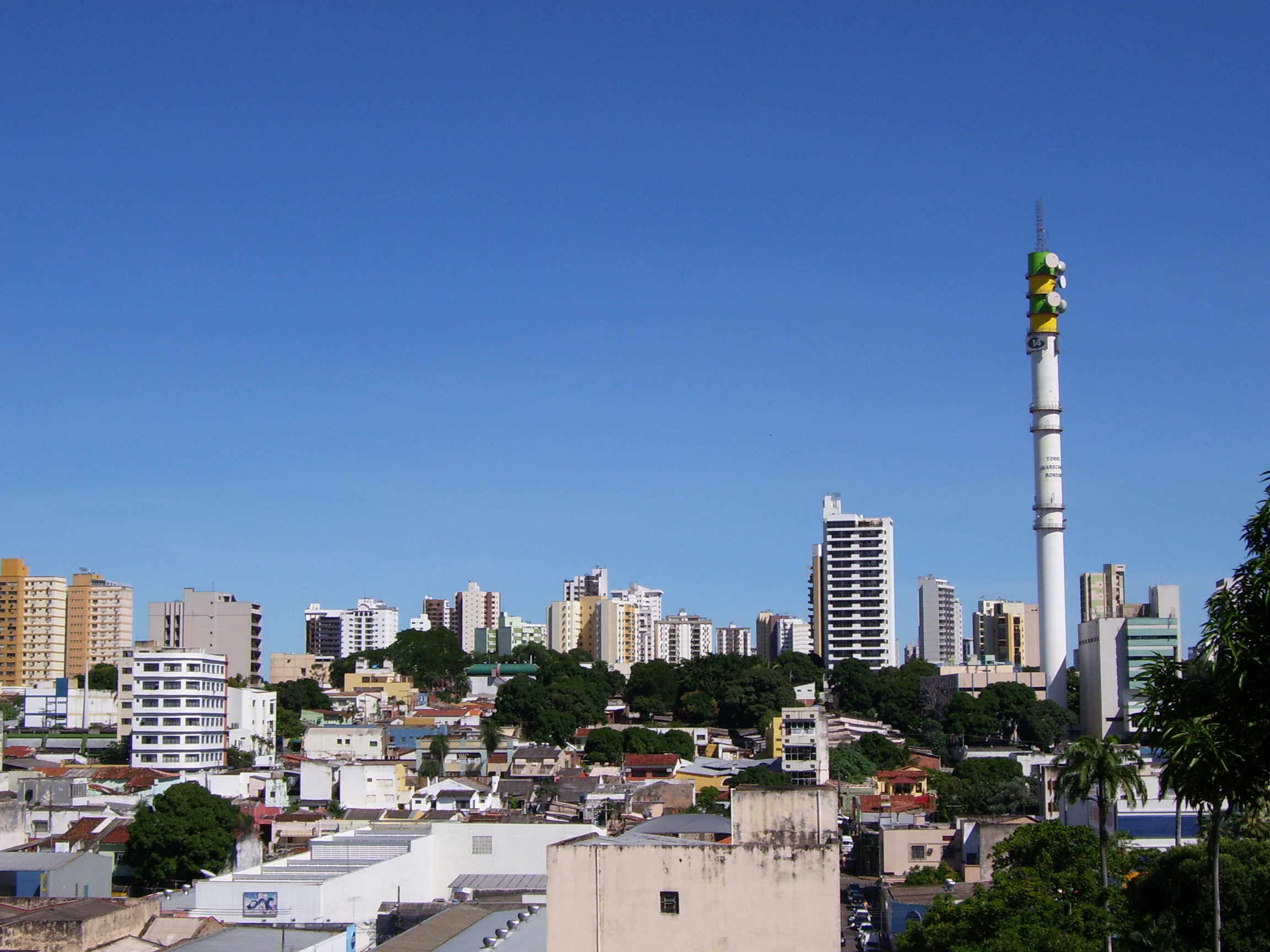
Vista de Cuiabá, capital do Mato Grosso e maior cidade do estado

Em 1977, foi concretizada a velha ideia da separação do sul de Mato Grosso do restante do estado, assim surgindo o estado de Mato Grosso do Sul, instalado em 1° de janeiro de 1979. A decisão partiu do governo federal e teve como motivos dificuldades administrativas devido ao grande tamanho do estado e diferenças naturais e econômicas entre o norte e o sul. A partir de então, todas as projeções pessimistas de que o então norte, com a capital Cuiabá, iria se estagnar, não se concretizaram, pelo contrário, surgindo então um processo de pleno crescimento do estado, aliado com a criação e desenvolvimento de municípios como Alta Floresta, Sinop, Tangará da Serra, Primavera do Leste, Campo Novo do Parecis, Sapezal, Campo Verde, Sorriso, Lucas do Rio Verde, Nova Mutum, que hoje estão entre os maiores contribuintes do PIB de Mato Grosso.
Nas décadas de 1980 e 1990, a soja ganhou destaque na economia mato-grossense, que ultrapassou a de Mato Grosso do Sul.

## Geografia

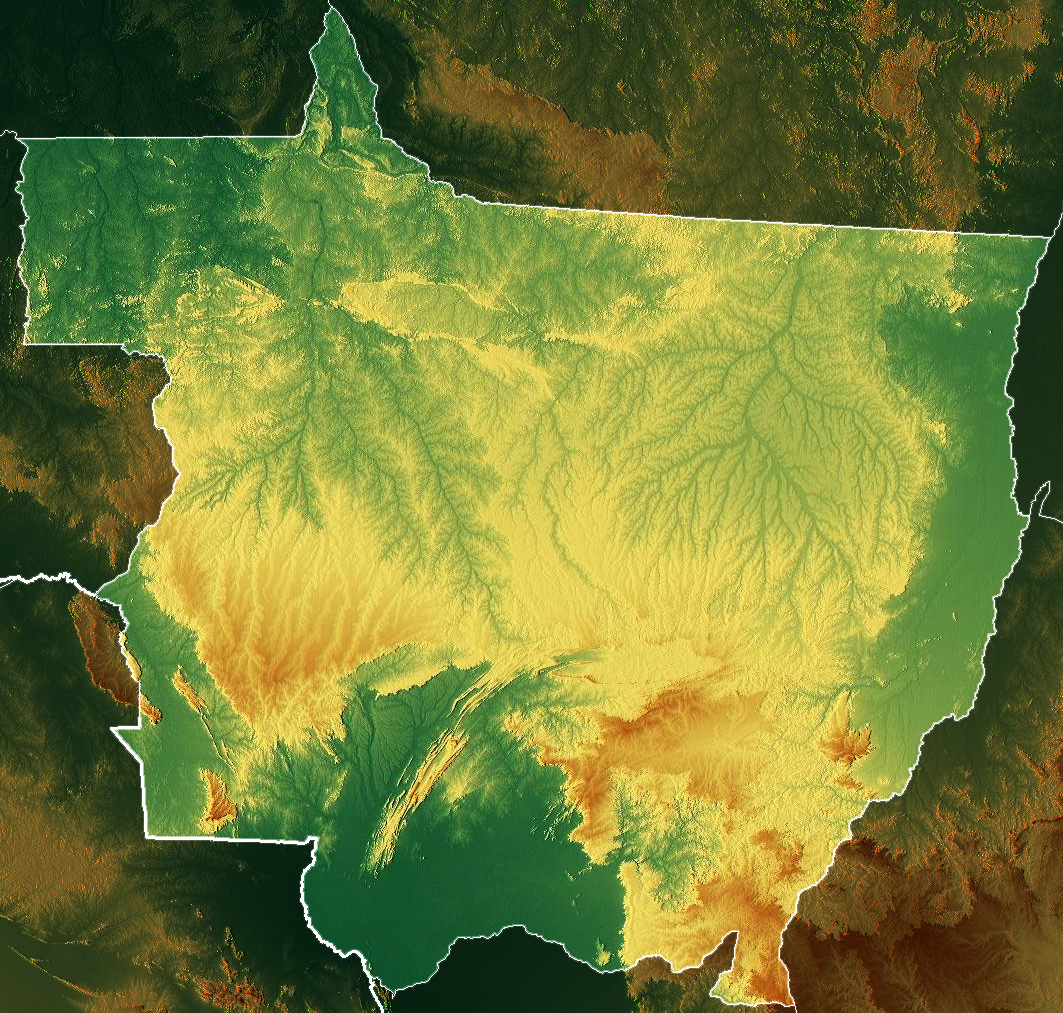
Mapa topográfico de Mato Grosso.

O estado de Mato Grosso conta com uma superfície atual de 903 207,050 km², sendo atualmente a terceira mais extensa das unidades federativas do Brasil, menor que a área dos estados do Amazonas e do Pará. Faz parte da Região Centro-Oeste do Brasil, fazendo fronteira com os estados de Tocantins e Goiás ao leste e sudeste; Mato Grosso do Sul ao sul e sudoeste; Amazonas e Pará ao norte; além de Rondônia e fronteira com a Bolívia ao oeste e noroeste, respectivamente. Localizada no Centro Geodésico da América do Sul, sua capital Cuiabá está situada nas coordenadas 15°35’56”,80 de latitude sul e 056°06’05”,55 de longitude oeste, sendo sua localização referência a porção sul do continente americano.
A maior parte de seu território está no fuso UTC-4 (com quatro horas a menos que o horário de Greenwich (GMT), e uma hora a menos em relação ao horário de Brasília). Devido a sua proximidade com o estado de Goiás, algumas cidades da região denominada Vale do Araguaia, utilizam o fuso UTC-3ː Barra do Garças, São Félix do Araguaia, Água Boa e outras.

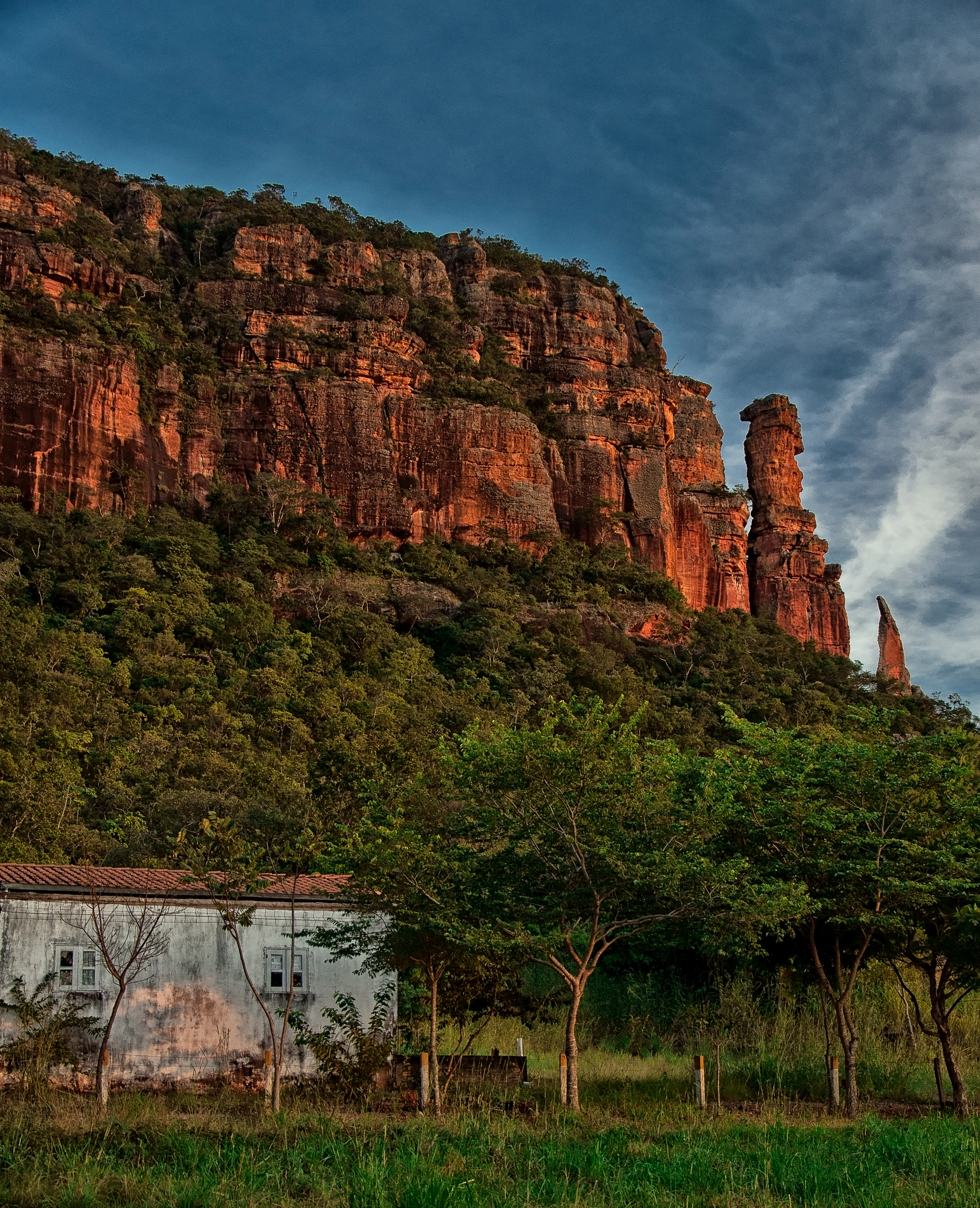
Serra do Roncador no município de Barra do Garças.

O estado apresenta um relevo denominado maciço ou maciço central do Brasil, este tipo de superfície representa um vasto conjunto de áreas de escudo exposto, apresentando complexas estruturas geológicas, as quais depositam sedimentos, esse tipo de relevo apresenta soerguido para o sul, onde apresenta maiores altitudes de aproximadamente 800 a 1200 metros no Parque Estadual da Serra Azul e de 500 a 800 metros no Parque Nacional da Chapada dos Guimarães, no estado se faz presente regiões de planalto como a Chapada da Bacia do Paraná, Chapada dos Parecis, Residual Sul-Amazônico e a Serra Residual do Alto Paraguai. A Serra do Monte Cristo, seu ponto mais alto conta com 1 118 metros de altitude, está situado entre os municípios de Porto Esperidião e Pontes e Lacerda. Em Mato Grosso a uma grande presença de áreas de depressão, são elasː a depressão marginal sul-amazônico, depressão do araguaia, depressão cuiabana e a depressão do Alto Paraguai-Guaporé. entre suas planícies: Planície do Rio Araguaia, Rio Guaporé e o Pantanal.
Em 2004 foi lançado o primeiro Mapa Geológico do estado de Mato Grosso, uma parceria do Governo do Estado de Mato Grosso com o Ministério de Minas e Energia que teve por finalidade criar um acervo de informações geológicas, geoquímicas, geofísicas, geotectônicas e de recursos minerais disponível no estado. Em 2022 segundo a Companhia Mato-grossense de Mineração de Mato Grosso (Metamat), o estado era o 6º maior produtor mineral do pais, tendo o ouro e o cobre correspondendo por 80 % de sua produção. O solo mato-grossense tem importantes reservas minerais, tendo destaque o ouro nos municípios de Peixoto de Azevedo, Matupá, Aripuanã e de Alta Floresta, que pertencem a Província Aurífera de Alta Floresta; o diamante com 4 regiões de produção, Juína, Alto Paraguai, Paranatinga e do Rift do Rios das Mortes que abrange os municípios de Guiratinga, Poxoréu, Tesouro, Diamantino e Barra do Garças, segundo a mineradora, essas regiões possuem cerca de 100 minas subterrâneas do minério mapeado;   Nos últimos anos o estado realizou a descoberta de duas importantes reservas minerais de minério de ferro, estimado em 11 milh̃ões de toneladas e de fosfato de 428 milhões de toneladas, ambas no município de Mirassol d'Oeste. Segundo o Ministério de Minas e Energia o estado tem importantes reservas de minerais como calcário, diamante, zinco, prata, cassiterita, chumbo e rocha e entre os minerais produzidos estão o diamante, calcário, brita, argila, areia e água mineral.

### Clima

Mato Grosso pela classificação climática de Köppen-Geiger

No estado de Mato Grosso a predominância de dois tipos de clima. O clima tropical de savana (Aw, segundo a classificação climática de Köppen-Geiger), é predominante em grande parte do território da região norte do estado e ainda abrange municípios de Barra do Garças, Cuiabá, Acorizal, Nobres, Rosário Oeste, Alto Paraguai e outros, nessas regiões apresentam temperatura média anual mínima oscila nos meses de junho e julho e atinge seu pico em agosto e setembro, com variação de 25 °C a 30 °C. O clima tropical de monção (Am, segundo a classificação climática de Köppen-Geiger) , com predominância na região norte do estado, apresentam temperaturas acima dos 24 °C.
O regime pluviométrico do estado apresenta índices superiores a 750 mm e atingindo 1800 mm ano. Entre os meses de maio e outubro, há ocorrência do período de seca, sendo o inverno a estação mais seca do ano e o verão de novembro a abril coincide com o início do período chuvoso no estado. Quando estas ocorrem, as temperaturas diminuem, podendo chegar a 18 °C. Na região sul mato-grossense, registra-se estação seca no inverno, com chuvas acentuadas e índices superiores a 1 436 mm ao ano, a temperatura nesta região chegam a 26.1 °C. Na porção norte do estado, registra-se o clima temperado no inverno, com chuvas acentuadas e índices superiores a 1 801 mm ao ano, e sua temperatura nesta região chegam a 25,4 °C.  Na região oeste, a estação seca ocorre no verão com temperatura de 26,1 °C.

### Hidrografia

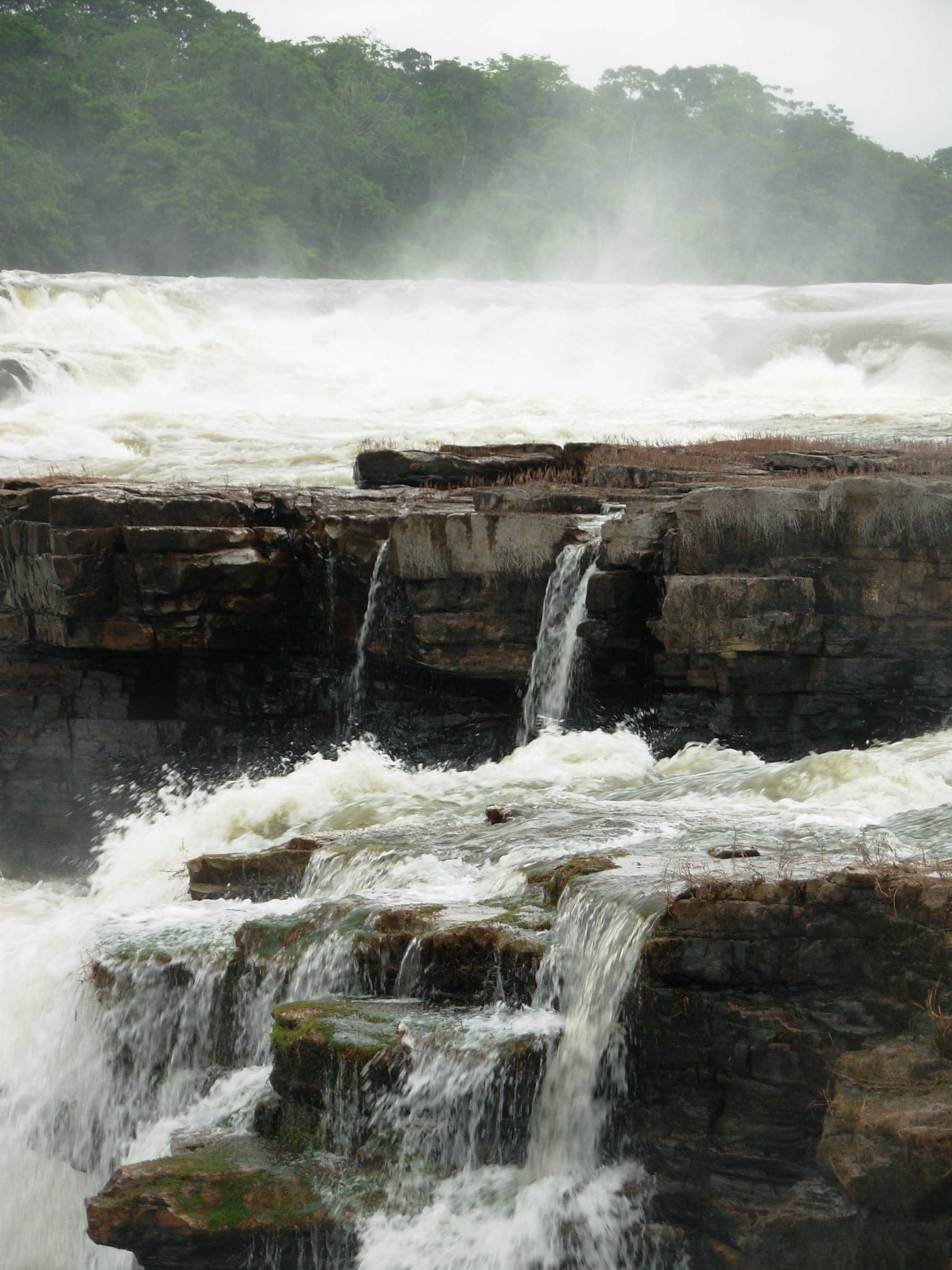
Parque Nacional do Juruena

Mato Grosso é considerado um dos lugares com maior volume de água doce no mundo, sendo considerado a caixa-d'água do Brasil devido a quantidade de rios, aquíferos e nascentes, seu território é dividido em 3 bacias hidrográficas e 5 sub-bacias. A Bacia amazônica abrange toda a porção norte do estado, correspondendo por 2/3 do território estadual.  A Bacia do paraguaí, um dos afluentes do Rio Paraná, nasce no município de Diamantino na Chapada dos Parecis e abrange a fronteira com o estado de Mato Grosso do Sul e países como Paraguai, Argentina e da Bolívia. Na fronteira com estado de Goiás e Tocantins, está inserida a Bacia do Araguaia, entre seu principal curso d'água é o Rio Araguaia. Entre suas sub-bacias sãoː Guaporé, Aripuanã, Juruena-Arinos, Teles Pires e Xingu.
Entre seus rios destaca o Rio Paraguai, com 2600 quilômetros de extensão, tem sua nascente no município de Alto Paraguai e atravessa o estado de Mato Grosso do Sul e países como Argentina, Paraguai e Bolívia, o Rio Araguaia, com 2 115 quilômetros de extensão, margeia a fronteira de Mato Grosso com o estado Goiás e ao Tocantins, Rio Roosevelt, com 760 quilômetros de extensão, atravessa uma parte de seu território, entrando no estado do Amazonas e o Rio Cuiabá com 980 quilômetros de extensão, tendo sua nascente no município de Rosário Oeste e desemboca no Pantanal. Outros importantes rios mato-grossenses são: Juruena, Teles Pires, Xingu, Guaporé, Piqueri, São Lourenço, das Mortes e Rio Vermelho.

### Ecologia e meio ambiente

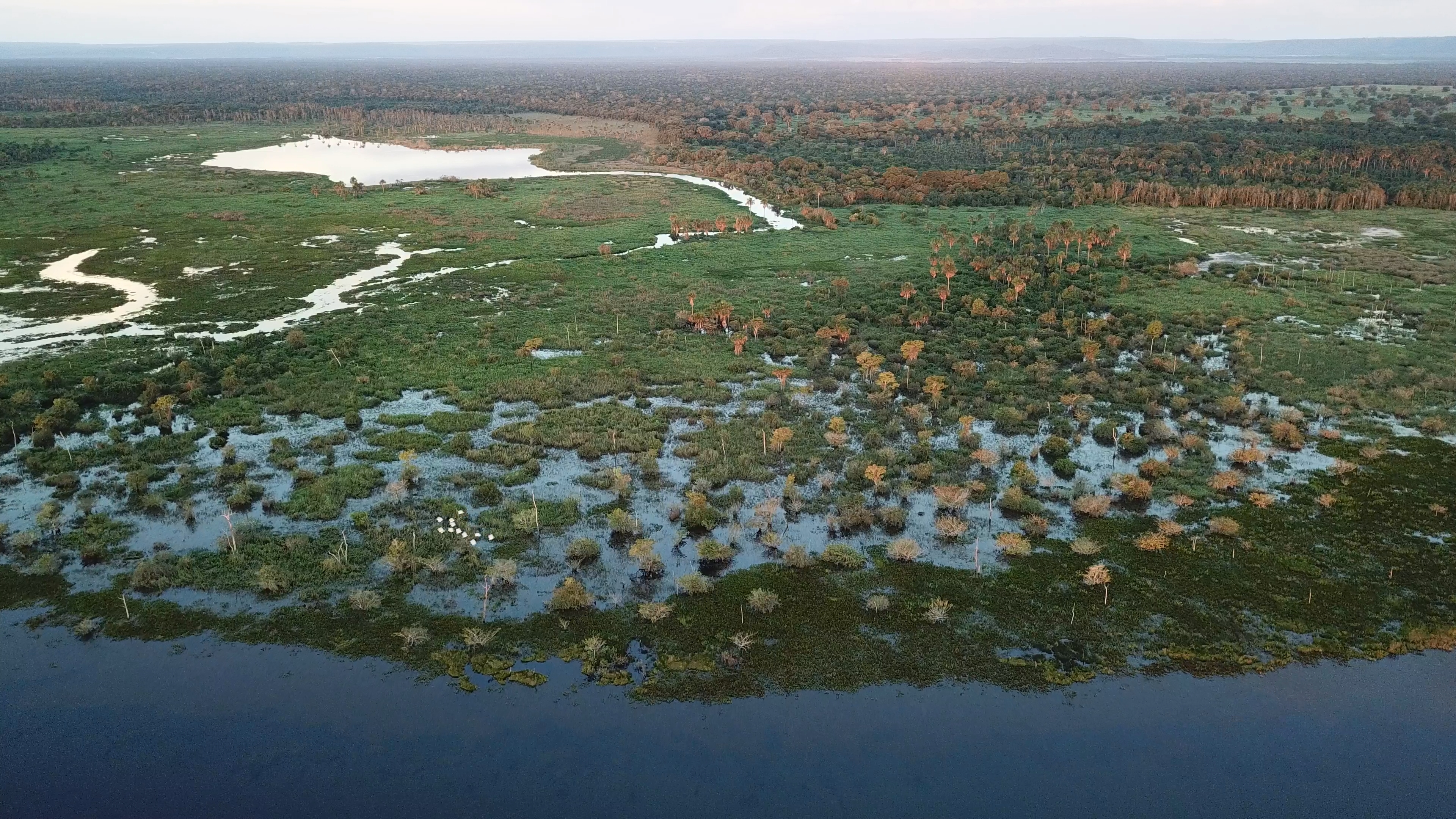
O Parque Nacional do Pantanal Matogrossense, em Itiquira, abriga a maior planície alagada do mundo.

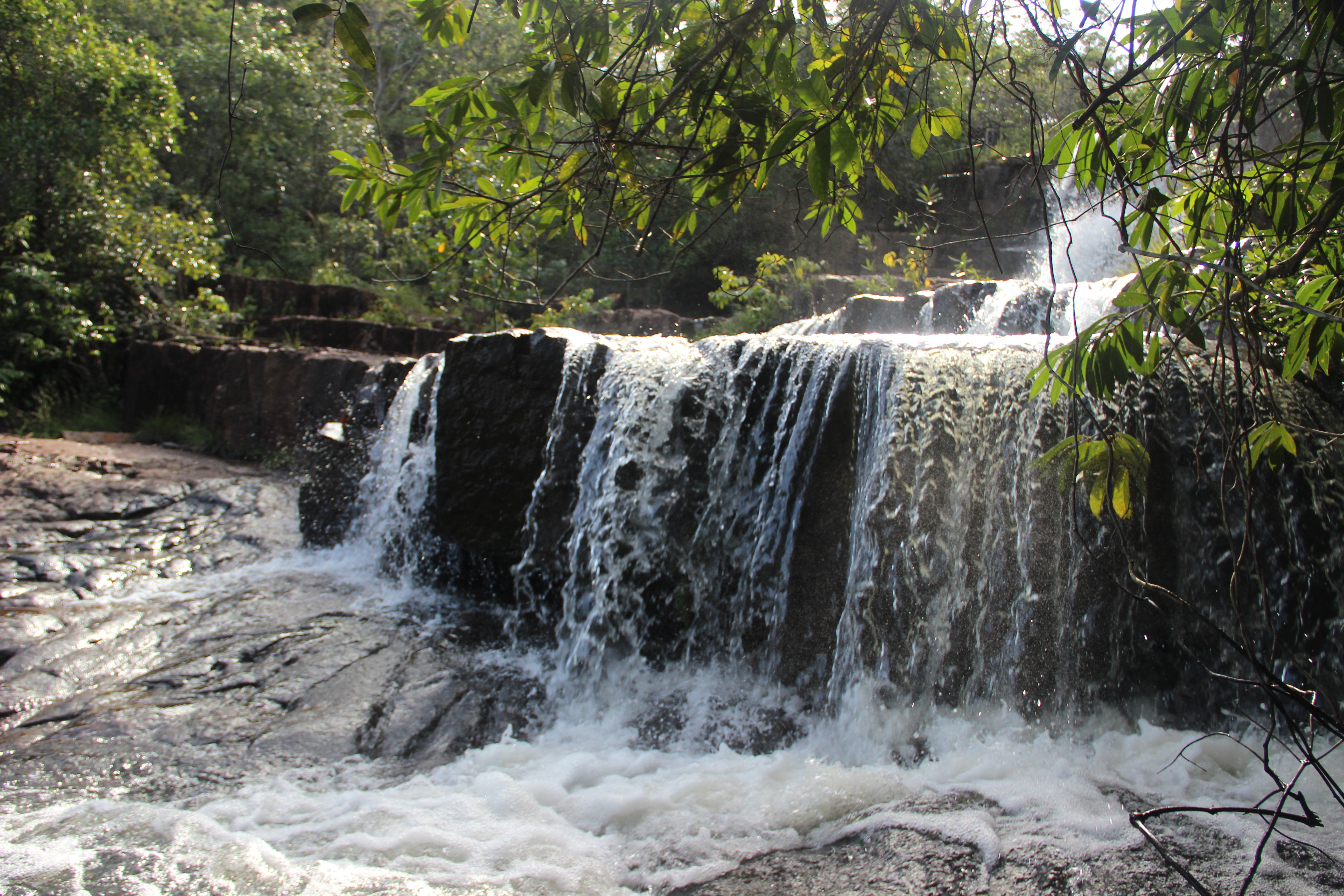
Parque Estadual da Serra Azul

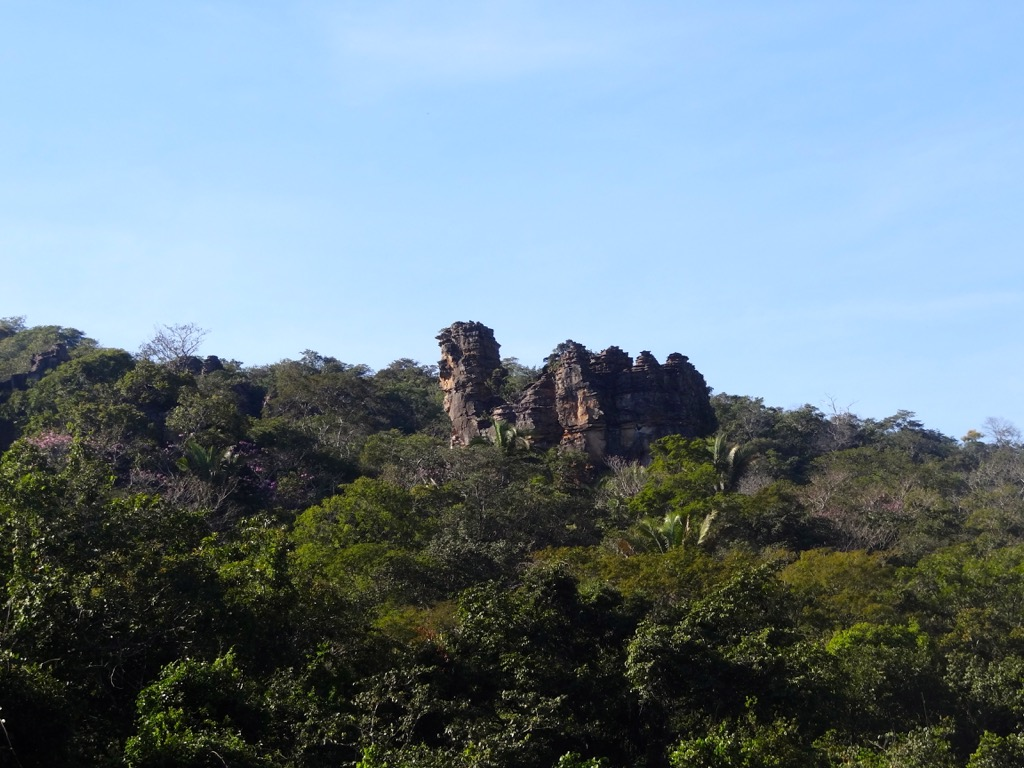
Vista do Parque Dom Osório Stoffel, próxima a Rondonópolis.

A vegetação do estado de Mato Grosso é constituída por três tipos de biomas são: Cerrado, Pantanal e a Floresta amazônica. O cerrado é o bioma predominante na região centro oeste, porém ocupa 38,29% do território estadual, situado até a depressões de Alto Paraguai e Guaporé, o sul e o sudeste do Planalto dos Parecis e ao sul do paralelo 13º com o limite do estado de Mato Grosso do Sul. Sua vegetação é composta por gramíneas, arbustos e árvores esparsas, tendo em sua característica caules retorcidos e raízes longas, que permitem a absorção da água mesmo durante a estação seca do inverno, nesse bioma é encontrado 1 500 espécies de animais, 161 das 524 espécies de mamíferos do mundo estão na região e apresenta 837 espécies de aves, 150 espécies de anfíbios e 120 espécies de répteis e sendo presente vertebrados (mamíferos, aves, peixes, repteis e anfíbios.) e invertebrados (insetos, moluscos, etc.).
Ocupante de 7,2 % do território mato-grossense o Pantanal é a maior planície alagada do planeta e considerada pela Unesco como Patrimônio Natural Mundial e Reserva da Biosfera, sendo o bioma de maior notabilidade do estado para o restante do pais. Na região são encontrado 650 das 1 800 espécies de aves catalogadas no Brasil, espécies como a arara-azul, ameaçada de extinção e ainda tuiuiús, tucanos, periquitos, garça-branca, beija-flores, jaçanãs, emas, seriemas, papagaios, colhereiros, gaviões, carcarás e curicacas e 80 espécies de mamíferos, sendo presente a onça-pintada, capivara, lobinho, veado-campeiro, lobo-guará, macaco-prego, cervo do pantanal, bugio, porco do mato, tamanduá, anta, bicho-preguiça, ariranha, quati e tatu, sua vegetação é composta por matas ciliares próxima de rios com presença figueiras, ingazeiros e outras árvores altas como jenipapo de 20 metros, planícies inundadas com presença de uma vegetação característica da região com presença de aguapé, erva-de-santa-luzia, utriculária e cabomba, muitos deles utilizados para uso medicinal. A Floresta Amazônica e a Floresta estacional ocupa 50% do território mato-grossense, ocupante de toda porção norte do estado é o mais complexo em biodiversidade do mundo, devido a falta de radiação solar e pela espessura das copas a Amazônia tem uma escassa vegetação rasteira e de animais, entre os animais de copas existentes na região são os papagaios, tucanos e os pica-paus e entre os mamíferos são presente morcegos, macacos e marsupiais.
Segundo o Sistema Estadual de Conservação Mato-Grossense (SEUC), o estado contava, em 2022, com 47 unidades de conservação, entre parques estaduais, reservas, áreas extrativistas e estações ecológicas, somam 2,8 milhões de hectares. Criada em 2022 pelo Governo do Estado de Mato Grosso, por meio de mensagem a Assembleia Legislativa de Mato Grosso com o objetivo de preservar ecossistemas bastante degredados, a PEC 12/2022, que barra a criação de novas unidades de conservação é contestada por entidades ambientais. Entre os parques nacionais e unidades de conservação presente em território mato-grossense: Xingu; Pantanal Matogrossense; Chapada dos Guimarães; Juruena e Campos Amazônicos, de acordo com o Instituto Chico Mendes de Conservação da Biodiversidade (ICMBio).
Devido a sua atividade econômica, Mato Grosso apresenta elevados índices de desmatamento, segundo o Instituto Nacional de Pesquisas Espaciais (Inpe), nos seis primeiros meses de 2022 o estado foi o mais desmatado na Amazônia Legal com o registro de derrubada de 905 3 km² de corte raso, sendo uma área maior que a cidade do Rio de Janeiro, entre os municípios com maior registro de desmatamento foram Feliz Natal com 175 4 km², Colniza com 58 4 km², Juara com 52 7 km², Porto dos Gaúchos com 50 3 km² e Aripuanã com 49 4 km² no período. Outra situação grave é o Cerrado, cujo bioma perdeu um espaço de 4 407 7 km² em 2022 em Mato Grosso, somados a Amazônia e o Cerrado houve uma perda de 7 625 5 km² de sua área.
Mato Grosso enfrenta outro problema ambiental, as queimadas, segundo o Programa Queimadas do Instituto Nacional de Pesquisas Espaciais o estado apresentou no primeiro semestre de 2023 4 569 focos na Amazônia correspondendo por 55% no bioma. Nos últimos anos o Pantanal tem enfrentado um longo período de seca, o que a torna uma região favorável a propagação do fogo, o mês de novembro é o período mais crítico, sendo geralmente um período chuvoso na região, no ano de 2023 foi registrado 4 098 focos de queimadas segundo o Inpe, sendo o período com maior incidência desde 1998, ano que foi realizado as primeiros levantamento. O Governo de Mato Grosso por meio do decreto 259/2023 entre 1º de julho a 31 de outubro de 2023, ficou estabelecido o período proibitivo as queimadas no estado, desde 2020 o governo realiza um monitoramento junto a órgãos como Corpo de Bombeiro e a Secretaria de Meio Ambiente. Por outro lado, existem muitas iniciativas por parte do governo com a classe empresarial para reverter esse cenário.

## Demografia
Segundo o censo demográfico realizado pelo IBGE, em 2010, o estado de Mato Grosso possuía 3 035 122 habitantes, sendo o décimo nono estado mais populoso do Brasil e o segundo mais populoso da região centro-oeste (depois do estado de Goiás), representando 1,8% da população brasileira. De acordo com o censo, 1 549 536 habitantes eram homens e 1 485 586 habitantes eram mulheres. Ainda segundo o mesmo censo, 2 482 801 habitantes viviam na zona urbana e 552 321 na zona rural.
Em relação ao ano de 1991, quando a população era de 2 027 231, nesse período 1 485 110 viviam na zona urbana e 542 121 na zona rural. Segundo o censo demográfico de 2000, o Mato Grosso é o décimo nono estado mais populoso do Brasil e concentra 1,47% da população brasileira. Do total da população do estado em 2000, 1 285 804 habitantes são homens e 1 216 456 habitantes são mulheres. Segundo o censo demográfico de 2022, a estimativa é de 3 658 649 habitantes e tendo uma densidade demográfica de 4,05 hab/km.
Nos últimos anos, o crescimento da população urbana intensificou muito, ultrapassando o total da população rural. Segundo a estimativa de 2000, 2,77 dos habitantes viviam em cidades. A densidade demográfica no estado, que é uma divisão entre sua população e sua área, é de 3,36 habitantes por quilômetro quadrado, sendo a terceira menor do Brasil e quarta da região Centro Oeste. Entre os municípios com maior densidade demográfica são Várzea Grande com 241 hab/km², Cuiabá com 157,7 hab/km² e Rondonópolis com 47 hab/km² e os menos populosos são Cocalinho, Rondolândia e Santa Cruz do Xingu, cada um com 0,3 hab/km². Dez municípios (Cuiabá, Várzea Grande, Rondonópolis, Sinop, Cáceres, Tangará da Serra, Sorriso, Barra do Garças, Primavera do Leste e Alta Floresta) concentram mais de 49,5% da população do estado em 2010.

Índice de Desenvolvimento Humano dos municípios de Mato Grosso.
Muito alto (nenhum município)
Alto (49 municípios)
Médio (89 municípios)
Baixo (3 municípios)
Muito baixo (nenhum município)

O Índice de Desenvolvimento Humano (IDH) do estado, considerado como "elevado" pelo Programa das Nações Unidas para o Desenvolvimento (PNUD), é de 0,736, segundo dados do ano de 2010, sendo naquele período, o decimo primeiro mais alto entre as unidades federativas do Brasil. Naquele ano, considerando apenas a educação, o índice era de 0,725, considerado "médio"; o índice de longevidade era de 0,725, considerado "alto" e o índice de renda era de 0,732, considerado como "alto". A renda per capita é de 6 542 610 reais em 2021. A educação foi o critério que mais evoluiu em nove anos, de 0,221 em 1991 para 0,426 em 2000, e em 2010 o valor passou a ser 0,653. Depois da educação, vem a longevidade, que em 1991 tinha um valor de 0,654, passando para 0,777 em 2000 e 0,740 em 2010. E, por último, vem a renda, o critério que menos evoluiu entre 1991, quando era de 0,627, e 2000, ano em que foi calculado como sendo de 0,689, avançando para o valor de 0,732 em 2010. Quanto ao seu IDH, que é uma média aritmética dos três subíndices, também houve evolução , passando de 0,449 em 1991 (considerado como "baixo" pela ONU) para 0,601 em 2000 (considerado "médio" pela ONU), e para 0,725 em 2010 (considerado "elevado" pela ONU).
Em 2010, o município com o maior IDH era a capital, Cuiabá, com um valor de 0,785 , considerado como "elevado" pelo PNUD no período, posicionado na primeira posição entre os municípios mato-grossenses naquele ano e na nonagésima segunda posição entre todos os municípios do país, empatado com Piracicaba, Catanduva, Tremembé e Monte Aprazível no estado de São Paulo e Casca (RS). Já dentre as capitais estaduais do país, Cuiabá foi posicionada naquele período em decimo primeiro lugar, perdendo apenas para Florianópolis, Vitória, Brasília, Curitiba, Belo Horizonte, Porto Alegre, São Paulo, Rio de Janeiro, Goiânia e Palmas. O município com menor IDH no estado foi Campinápolis, apresentando um índice de 0,538.
O coeficiente de Gini, que mede a desigualdade social, é de 0,470, sendo que 1,00 é o pior número e 0,00 é o melhor. A incidência da pobreza, medida pelo IBGE, é de 34,34%, o limite inferior da incidência de pobreza é de 28,85%, o superior é 30,73% e a subjetiva é 29,79%.

### Urbanização

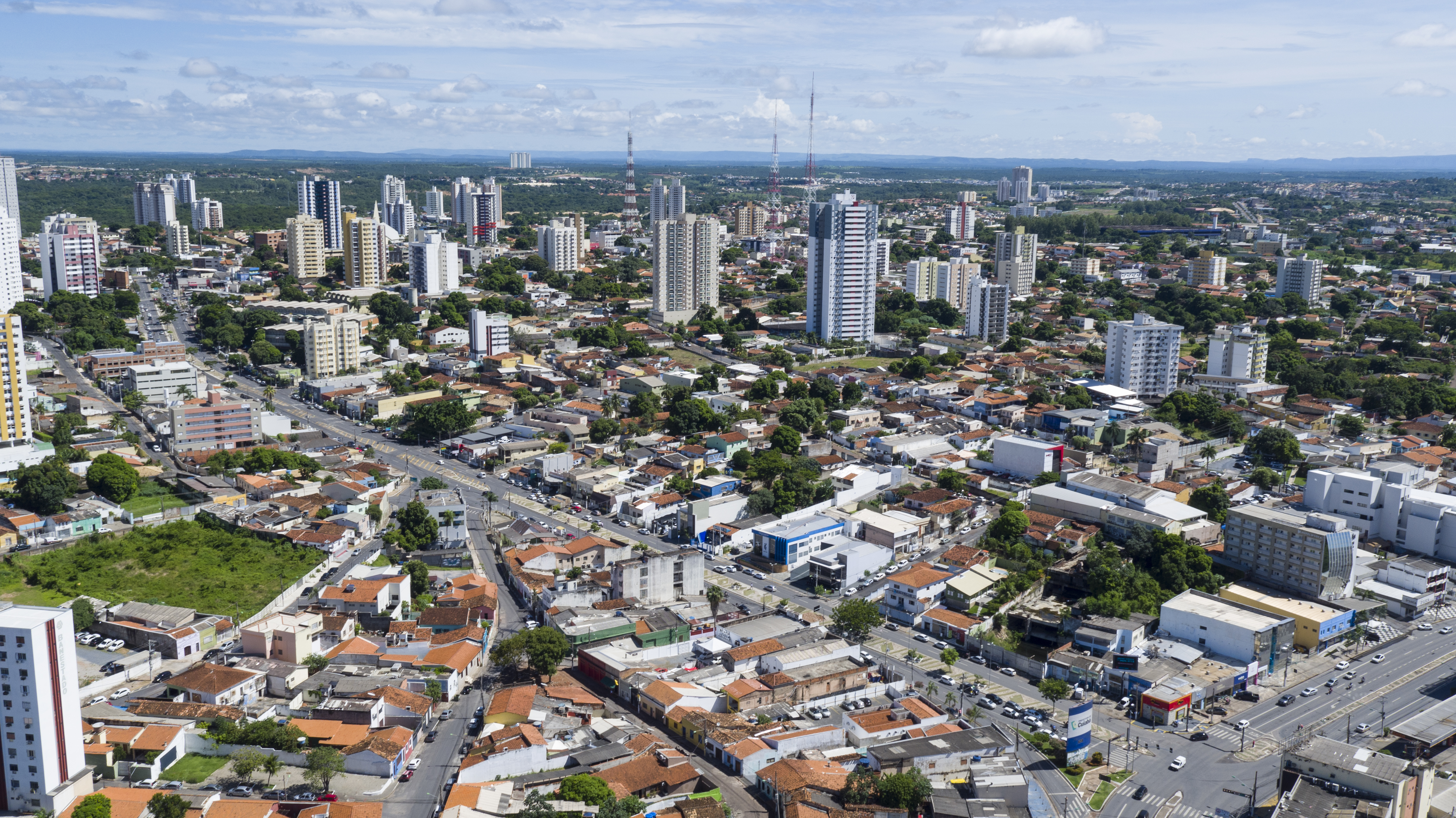
Imagem aérea de Cuiabá, a maior aglomeração urbana do estado.

Em 2010 foram identificados 1 093 817 domicílios no estado, dos quais 918 559 deles eram ocupados e 170 826 não eram ocupados. Em relação ao tipo de material dos domicílios particulares permanentes, 614,683 domicílios eram feitos de alvenaria com revestimento, 116 477 feitos de alvenaria sem revestimento, 153 888 domicílios feitos de madeira aparelhada, 9 265 domicílios construídos em palha, 2 098 domicílios em taipa revestida e 2 984 domicílios construídos com outro tipo de material.
A Região Metropolitana do Vale do Rio Cuiabá (RMVRC), foi instituída pela lei complementar estadual nº 359 de 2009 e é composta além da capital Cuiabá pelos municípios de Várzea Grande, Nossa Senhora do Livramento e Santo Antônio de Leverger e seu colar metropolitano pelos municípios de Barão de Melgaço, Jangada, Nobres, Nova Brasilândia, Planalto da Serra, Poconé e Rosário Oeste, em 2016 foi incluído os municípios de Acorizal e Chapada dos Guimarães a região metropolitana. Atualmente é a sua única região metropolitana, a terceira mais populosa da região Centro-Oeste e a vigésima quarta mais populosa do Brasil, com uma população estimada em aproximadamente 833 766 habitantes em 2010, quase metade da população estadual. Além da Região Metropolitana do Vale do Rio Cuiabá, as aglomerações populacional com maior densidade populacional de Mato Grosso são: Rondonópolis (5,66 hab./km²), Cáceres (3,01 hab./km²), Sinop (2,65 hab./km²) e Barra do Garças (1,68 hab./km²).

### Composição étnica e fluxos migratórios
Segundo dados do Censo demográfico de 2022, promovido pelo IBGE, a população do estado divide-se da seguinte forma, na questão étnica: pardos (56%), brancos (32,30%), pretos (9,86%), indígenas (1,55%) e amarelos (0,30%). O município de Campinápolis, é o município com maior população indígena no estado. Em 2010, o percentual de população indígena do município foi de 56,52%. Além deste, Rosário Oeste registra o maior percentual de população parda no estado, com 69,70% autodeclarados pardos no censo de 2010. A capital Cuiabá é o município no estado com maior população amarela, 14,99% do total de sua população.
O início do fluxo migratório no estado ocorreu no século XVIII, quando bandeirante paulista Pascoal Moreira Cabral, em uma expedição para captura de índios coxiponés, descobriu jazidas de ouro em Cuiabá dando início a seu ciclo na região. Na primeira metade do século XIX, houve a chegada de seringueiros, pecuaristas e exploradores de erva-mate na região. Nas décadas de 60 e 70 o estado apresentou um significativo aumento  de sua população, com a migração de agricultores da região sul, incentivados pela expansão e manutenção de áreas de fronteiras agrícolas. Nos últimos anos, o estado tem uma crescente imigração de venezuelanos e haitianos .
O Dia da Consciência Negra é tida como uma data oficial no dia 20 de novembro com a promulgação da lei nº 7 879 de 19 de novembro de 2002. Dia 18 de junho é celebrado no estado o dia da comunidade japonesa no estado, instituído pela lei nº 8 939 de 2008 a data é um marco do início do processo de migração japonesa em Mato Grosso. Ainda devido ao processo de migratório nas décadas de 1970 e 1980, foi criado em 1993 um núcleo do Movimento Tradicionalista Gaúcho no estado, fundado na capital do estado Cuiabá, com apenas 36 CTG’s e 02 CMTG’s (Centro Matogrossense de Tradição Gaúcha), divididos em 5 regiões tradicionalistas.

### Religião

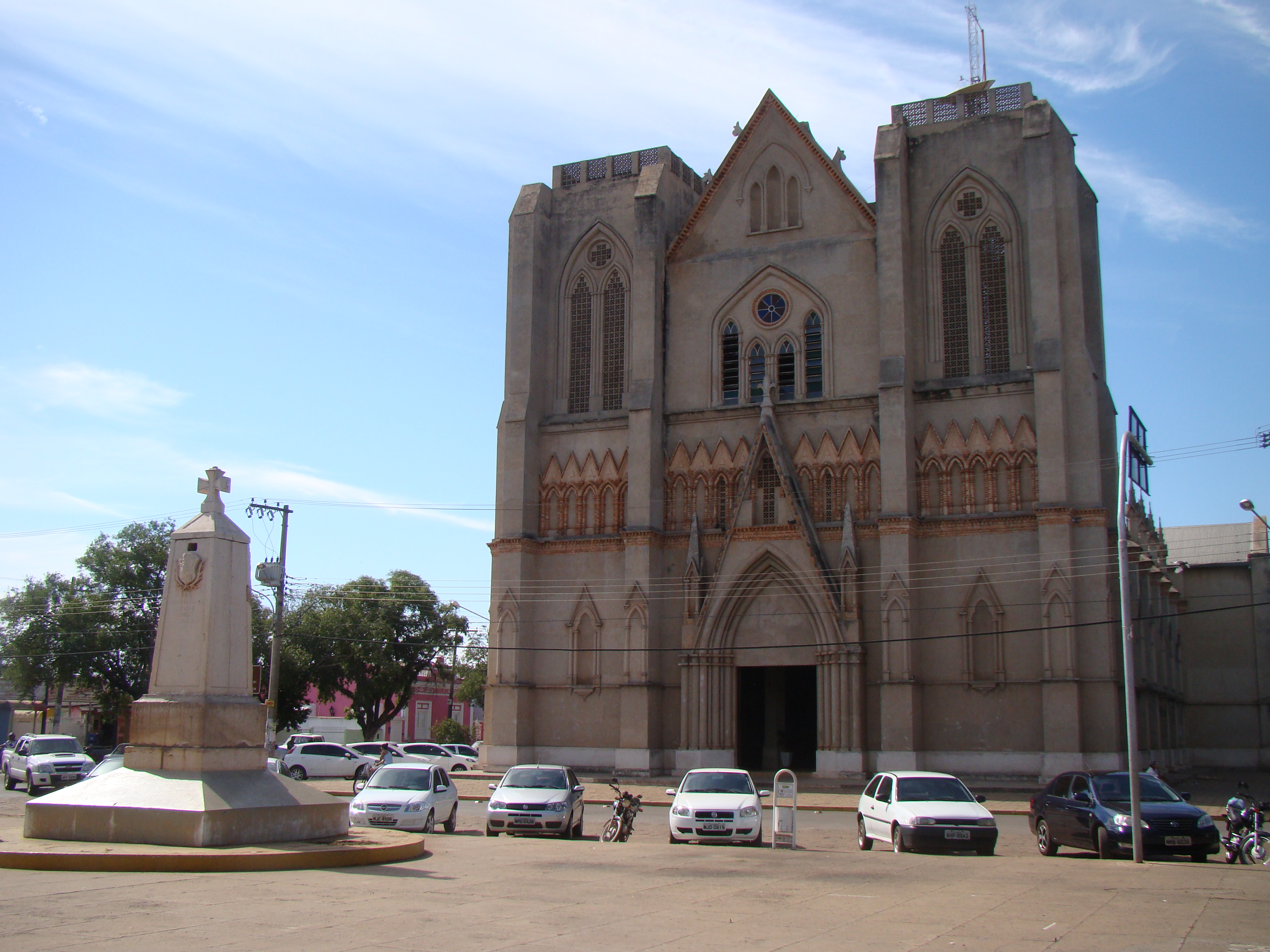
Catedral de São Luíz, em Cáceres

No último censo, 63,43% da população mato-grossense declararam-se católicos apostólicos romanos, 24,55% evangélicos, 1,25% espíritas e 0,56% testemunhas de Jeová. Outros 7,72% não tinham religião (incluindo 0,26% de ateus e 0,03% agnósticos), 0,33% possuíam religião indeterminada ou até múltiplo pertencimento, 0,13% não souberam e 0,04% não declararam (0,04%). Os 3,35% restantes seguiam outras denominações, cada uma delas com menos de 0,05%.
Na Igreja Católica, o estado de Mato Grosso pertence à Regional Oeste II da Conferência Nacional dos Bispos do Brasil (CNBB) e seu território abrange 1 província eclesiástica, formada pela Arquidiocese de Cuiabá, criada em 1745 é também formada por 6 dioceses: Cáceres, Diamantino, Sinop, Barra do Garças, Rondonópolis e Guiratinga, Juína e Primavera do Leste e Paranatinga, além da Prelazia de São Félix está localizada na Província Eclesiástica de Cuiabá, pertence a Regional Norte II. O estado possui os mais diversos credos protestantes ou reformados, como a Igreja Assembleia de Deus, Congregação Cristã no Brasil, Igreja O Brasil para Cristo, Igreja Evangélica Quadrangular, Universal, Igreja Casa da Bênção, Deus é Amor, Maranata, Nova Vida outras denominações 3,55̤% e evangélicos não-determinadas 3,43%. Além dessas, grande parte declara-se seguidores de outras religiões, tais como os Santos dos Últimos Dias ou mórmons; as Testemunhas de Jeová; os Espiritualistas; umbanda; candomblé; os esotéricos; e os messiânica.  No estado há uma mesquita, localizada em Cuiabá, suas obras foram iniciada em 1976 e foi inaugurada em 1978 pela sociedade muçulmana, sendo atualmente uma atração turística da cidade.

### Segurança pública e criminalidade

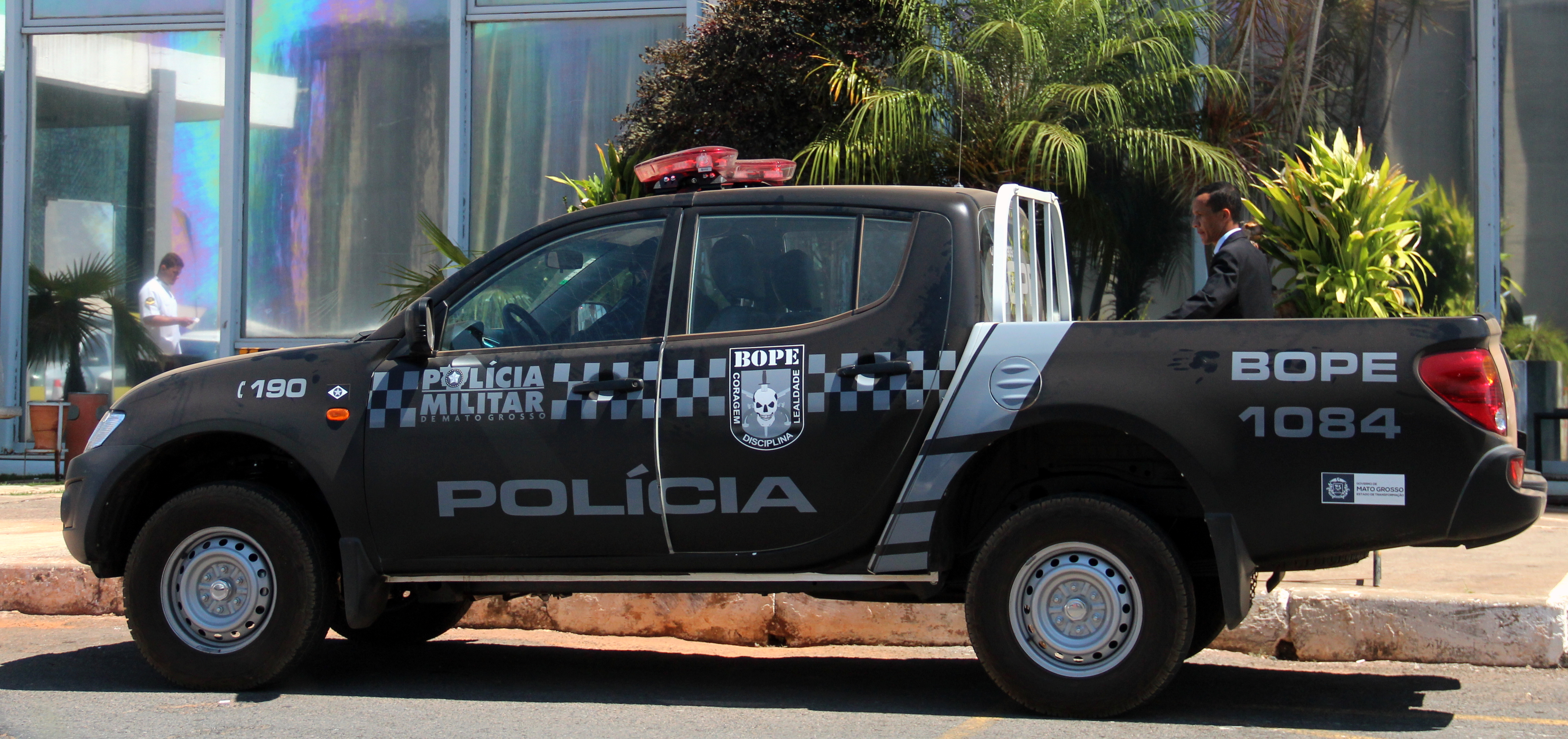
Viatura da Polícia Militar de Mato Grosso

Mato Grosso, assim como os demais estados do Brasil, conta com dois tipos de corporações policiais para realizar a segurança pública em seu território, a Polícia Militar do Estado de Mato Grosso (PMMT), criada em 1720, atualmente conta com o efetivo de 6, 840 mil militares, e a Polícia Civil do Estado de Mato Grosso, que exerce a função de polícia judiciária e é subordinada ao governo do estado.
O número de homicídios em Mato Grosso caiu de 36,3 para 31,8 por 100 mil habitantes no período entre 1998 e 2008. O estado, que ocupava o 5º lugar entre os estados mais violentos do país em 1998, passou a ocupar a 7ª posição em 2008, apresentando uma queda acima de 12,2% no número de assassinatos durante o período pesquisado. Segundo o "Atlas da Violência", a taxa de homicídios entre jovens era a oitava menor do Brasil, com 44 assassinatos a cada grupo de 100 mil habitantes, havendo uma redução de 11% no período de dez anos (2004 a 2021).
Em 2022, de acordo com dados da Secretaria de Estado de Segurança Pública de Mato Grosso (SESP), o estado registrou 879 homicídios dolosos, dados da secretaria o mês de março foi o período com maior registro com 96 mortes, depois do mês de novembro com 81 assassinatos. Nesse mesmo período foram registrados 47 registros de feminicídios, segundo o levantamento 62% das mulheres assassinadas tinha a faixa etária de 18 e 39 anos e 44% foram vítimas companheiros e namorados. Segundo o Monitor da Violência do portal de notícias G1, Mato Grosso foi o estado com maior registro de mortes violentas no país, em 2022 foram registradas 963 ocorrências contra 776 registros em 2021, aumento de 24,1%.

## Governo e política
Sendo um estado da Federação, Mato Grosso é governado por três poderes, independentes e harmônicos entre si: o executivo, representado pelo governador; o legislativo, representado pela Assembleia Legislativa do Estado de Mato Grosso (ALMT) e o judiciário, representado pelo Tribunal de Justiça do Estado de Mato Grosso e outros tribunais e juízes. Por vezes, o estado também permite a participação popular nas decisões do governo através de referendos e plebiscitos.  A atual constituição mato-grossense foi promulgada em 1989, acrescida das alterações resultantes de posteriores emendas constitucionais. São símbolos estaduais a bandeira, o brasão e o hino.
O poder executivo está centralizado no governador do estado, que é eleito em sufrágio universal e voto direto e secreto pela população para mandatos de até quatro anos de duração, podendo ser reeleito para mais um mandato. Vila Bela da Santíssima Trindade foi a capital mato-grossense entre 1752 à 1835, às dificuldades de povoamento, ausências de rotas comerciais, doenças e o estabelecimento de um importante centro comercial, foram os fatores que motivaram a mudança da capital de Vila Bela para Cuiabá. Nesta mesma ocasião, o brigadeiro Jerônimo Joaquim Nunes e o capitão-general Francisco de Paula Magessi adquiriram em 1819 no centro de Cuiabá o Palácio Alencastro, para abrigar a sede do governo mato-grossense em Cuiabá, que desde 1975 funciona no Palácio Paiaguás, localizado no Centro Político e Administrativo. Desde 1 de janeiro de 2019, o governador do estado é Mauro Mendes, do União Brasil, e o vice é Otaviano Pivetta, do Republicanos, sendo reeleito no primeiro turno da eleições 2022 com 68,45% dos votos válidos.
O poder legislativo mato-grossense é unicameral, constituído pela Assembleia Legislativa de Mato Grosso, que funciona no Edifício Dante de Oliveira e é constituída por 24 deputados, que são eleitos a cada quatro anos. No Congresso Nacional, a representação do estado é de três senadores e 8 deputados federais.  No poder judiciário, a mais alta instância é o Tribunal de Justiça de Mato Grosso (TJMT), constituído por desembargadores. Mato Grosso concentra dois milhões e quatrocentos mil eleitores aptos a votar, distribuídos em cinquenta e sete zonas eleitorais, sendo o decimo oitavo maior colégio eleitoral do país.

## Subdivisões
O Mato Grosso é composto por 142 municípios, que estão distribuídos em 18 regiões geográficas imediatas, que por sua vez estão agrupadas em cinco regiões geográficas intermediárias segundo a divisão do Instituto Brasileiro de Geografia e Estatística (IBGE) vigente desde 2017. As regiões geográficas intermediárias foram apresentadas em 2017, com a atualização da divisão regional do Brasil, e correspondem a uma revisão das antigas mesorregiões, que estavam em vigor desde a divisão de 1989. As regiões geográficas imediatas, por sua vez, substituíram as microrregiões. Na divisão vigente até 2017, os municípios do estado estavam distribuídos em 22 microrregiões e cinco mesorregiões, segundo o IBGE.

### Divisões regionais

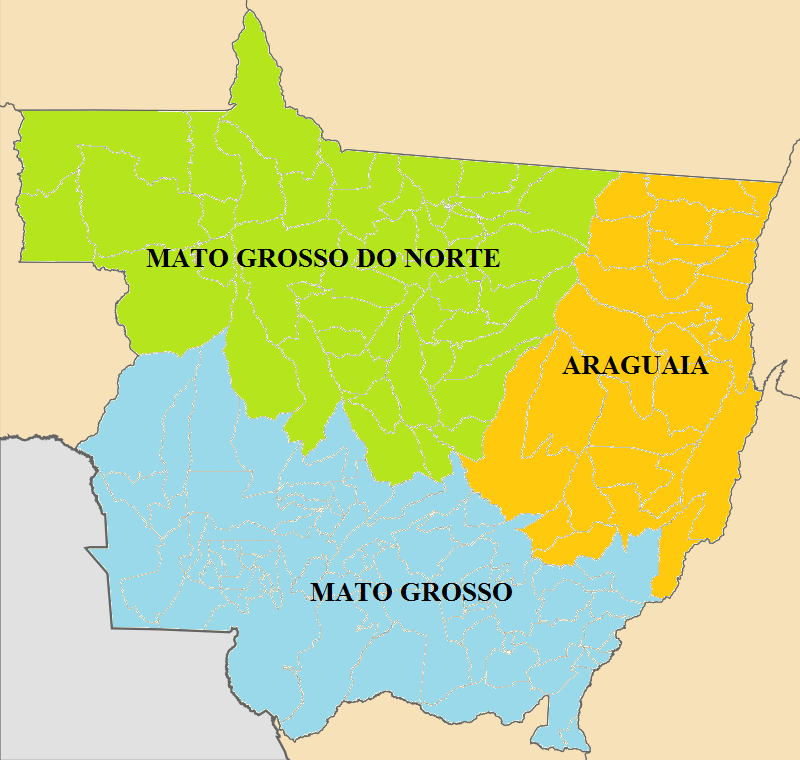
Propostas de divisão territorial do estado de Mato Grosso.

No início do século XX o estado de Mato Grosso teve importantes mudanças, sobretudo na redução de seu território, em 1932 foi criado a liga sul mato-grossense como defesa da autonomia da então porção sul de seu território, entre os anos de 1934 e 1946 foram encaminhados aos governos Getúlio Vargas e Eurico Gaspar Dutra abaixo-assinados para criação do novo estado. Em 1943 o governo federal cria o Território Federal do Guaporé que em 1956 passou a denominar Rondônia (em homenagem a Marechal Rondon (1865-1958)), com áreas desmembradas de Mato Grosso e do estado do Amazonas. Por decreto de lei nº 5 812 de 13 de setembro de 1943, foi criado o Território Federal de Ponta Porã pelo presidente Getúlio Vargas, formado pelos municípios de Porto Murtinho, Bela Vista, Dourados, Miranda, Nioaque e Maracaju o território foi extinto em 1946, com a vigência da nova constituição e sua incorporação ao Mato Grosso, a porção sul do estado teve sua autonomia com a promulgação da Lei Complementar nº 31 de 11 de Outubro de 1977  pelo presidente Ernesto Geisel com a criação do estado de Mato Grosso do Sul.
Em 1995 o então deputado federal Wellington Fagundes propôs um plebiscito para criação do estado de Mato Grosso do Norte e em 1999 o deputado Mozarildo Cavalcanti do estado de Roraima criou um plebiscito pela criação do estado do Araguaia. Em 2011 na cidade de Porto Alegre do Norte foi realizado o fórum Dividir para Crescer, com jornalistas e lideranças políticas com o objetivo discutir deficiências estruturais da região, mais teve como temática a criação dos novos estados de Mato Grosso do Norte e Araguaia, porém foi rejeitada por 12 dos 24 deputados estaduais, por entenderem ser desnecessário uma nova divisão do estado, segundo o então presidente da Assembleia Legislativa de Mato Grosso deputado estadual José Riva: "Estudos do Governo Federal apontam a necessidade de aplicar R$ 1 bilhão de reais para dividir o estado de Mato Grosso. Este dinheiro é suficiente para ser aplicado em Saúde, Segurança Pública e Infraestrutura nos municípios mais afastados de Cuiabá. O que precisa é o Executivo aperfeiçoar as políticas públicas numa parceria com o Legislativo".
Pelas propostas o estado do Mato Grosso do Norte teria 45 municípios e uma área de 395 678,725 km²; o estado do Araguaia com 32 municípios com uma extensão territorial de 298 956,839 km² e o atual estado de Mato Grosso teria 64 municípios e extensão territorial de 298 956,839 km². Em 2009 essas propostas de criação foram arquivadas, segundo Wellington Fagundes, autor do plebiscito sobre a criação do estado de Mato Grosso do Norte, havia na região norte uma sensação de isolamento pela ausência de serviços como energia elétrica e estradas, o estado está mais integrado.

## Economia

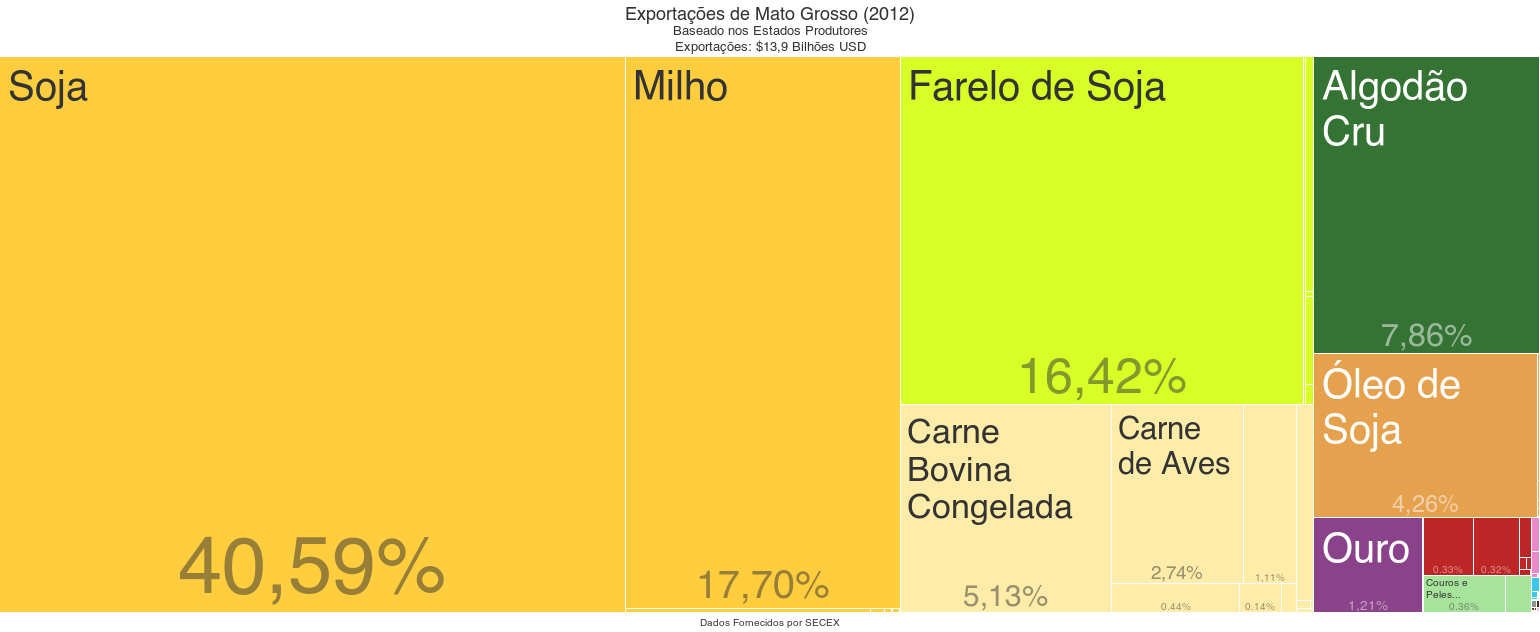
Exportações de Mato Grosso - (2012)

O produto interno bruto (PIB) de Mato Grosso é o 10.º maior do país, destacando-se na agropecuária. De acordo com dados relativos a 2022, o PIB mato-grossense era de 255,53 bilhões de reais (representando 2,5% da economia nacional), enquanto o PIB per capita era de 69 839 reais, tendo a quarta maior do país depois do Distrito Federal, Rio de Janeiro e São Paulo, tendo 8 municípios com os maiores PIBs per capita da Região Centro-Oeste em 2006 com destaque para Alto Taquari, Campos de Júlio e Sapezal.
O estado possui uma economia diversificada. Na agricultura tem como destaque a produção de soja, milho, algodão e de rebanho bovino; Na indústria a alimentícia e biocombustíveis; os setores de serviços como varejo e a administração pública domina o setor terciário. Além disso, de acordo com o Ranking de Competitividade dos Estados com dados do Centro de Liderança Pública (CLP) em parceria com a empresa de consultoria Tendências e a Economist Intelligence Group, o estado ocupava a 10ª posição entre os estados em evolução de infraestrutura de transportes no país.
Segundo o IBGE entre os anos de 2010 e 2013 seu produto interno bruto apresentou a maior alta entre os 18 estados que cresceram acima da média nacional (9,1%), Mato Grosso teve um crescimento de 21,9% nesse período . Em 2012, o crescimento na região de Sinop, Sorriso, Nova Mutum, Lucas do Rio Verde e Matupá se mostrou um forte propulsor para o desenvolvimento econômico do estado, baseado na produção e venda de grãos. As exportações do estado se basearam, naquele ano, em soja (40,59%), milho (17,70%), farelo de soja (16,42%), algodão cru (7,86%) e carne bovina congelada (5,13%).

### Setor primário
O setor primário é o maior e mais relevante da economia mato-grossense a nivel nacional ano de 2022, a agropecuária respondia por 21% do valor adicionado bruto do setor no Brasil, a riqueza produzida pelo estado foi maior que todos os estados da  região sul (Paraná, Rio Grande do Sul e Santa Catarina) e superior aos estados da região sudeste como São Paulo e Minas Gerais no periodo. Em 2012, a agropecuária representava somente 25,5% do valor total adicionado à de todo o estado. O setor agropecuário de Mato Grosso ocupa a liderança nacional em produtividade, apesar de entraves internacionais a produtos do país.
Entre os mais importantes produtos da agricultura mato-grossense destaca a soja, milho e o algodão. O cultivo da soja surgiu nos anos 80, em cidades da região norte e leste do estado. O estado é o maior produtor de algodão herbáceo no país, com bastante presença nos municípios de Campo Verde e Primavera do Leste. A produção do milho no estado surgiu nos anos 70, com início da exploração agrícola no estado, tendo seu cultivo incentivado com a produção animal, porém com o surgimento das agroindústrias nos anos 80 e 90 aumentou sua demanda . Entre os maiores produtores, estão os municípios de Sorriso, Nova Ubiratã e Nova Mutum, que são também os municípios em quantidade produzida da oleaginosa no país.
Mato Grosso lidera como maior produtor nacional de grãos do país, segundo o Levantamento Sistêmico da Produção Agrícola do Instituto Brasileiro de Geografia e Estatística (IBGE), com uma participação de 28,0% em dados de 2020. Sendo o maior produtor de soja do pais, foi responsável por 25% da produção nacional do total produzido em 2023 (41,4 milhões de toneladas), nesse mesmo período segundo o levantamento do Instituto Mato-grossense de Economia Agropecuária (IMEA) o estado seria o terceiro maior produtor da oleaginosa do mundo, se fosse um pais soberano, sua produção seria menor que a do Brasil e dos Estados Unidos e superior a Argentina; o terceiro maior produtor de feijão, com 10,5% da produção brasileira; Na cana-de-açúcar, o estado está em sexto lugar no Brasil, com dezesseis milhões de toneladas colhidas em 2019/2020; Em 2017, o Mato Grosso era o maior produtor de milho do país com 58 milhões de toneladas. É também o maior produtor de algodão do Brasil, com cerca de 65% da produção nacional (1,8 dos 2,8 milhões de toneladas colhidos no país em 2018). Na semente de girassol, o estado foi o maior produtor nacional em 2019, com 60 mil toneladas. Na produção de mandioca, o Brasil produziu um total de 17,5 milhões de toneladas em 2019. Mato Grosso produziu 287 mil toneladas neste ano.
Mato Grosso possui o maior rebanho de gado do pais, com aproximadamente 34,2 milhões de cabeças cerca de 14,6 % do efetivo nacional e também o maior produtor de carne bovina do Brasil, sua produção em 2023 foi de 1,640 milhão de toneladas e foram abatidos 5, 920 milhões de cabeças, sendo 1, 55 milhões de fêmeas. Nos últimos anos, apesar dos fatores climáticos, ambientais e econômicos, a pecuária de corte tem avançado o que movimenta a produção agrícola de produtos que não são apropriados a consumo humano como o etanol de milho, capulho e caroço de algodão e o farelo de amendoim. O estado corresponde a 2,02%. da produção nacional de leite com uma produção de 684, 052 mil litros produzidos em 2018, com um rebanho de 496, 791 mil vacas com uma produção média de 3,77 litros por dia. Na produção de carne de frango, Mato Grosso ocupa a sétima posição entre os produtores e exportadores. Na piscicultura 98,58% dos municípios no estado se dedica a produção de peixes, atualmente Mato Grosso ocupa a quinta posição entre os estados produtores de piscicultura no pais, totalizando uma produção de 34 mil toneladas ano, entre as espécies mais cultivadas estão o pacu, tambaqui, tambacu e tambatinga; os bagres de couro formados pelo pintado e surubim. tambacu e tambatinga, pintado, cachara e surubim. Mato Grosso na produção de carne suína ocupa a quinta posição no ranking no país, porem 25% de sua produção fica no mercado interno, e a quarta posição entre os estados exportadores. Em 2021 o estado foi o maior exportador de ovos do pais, no período foi responsável  por 45% das exportações. São também expressivos no estado a apicultura, com uma produção de 466 toneladas ocupa a 14º posição entre os estados produtores no pais.
O estado ocupa a quinta posição entre as unidades federativas do país em produção mineral. Em 2017, a mineração do estado teve 1,15% de participação nacional, entre os minerais em destaque está o ouro (8,3 toneladas a um valor de R$ 1 bilhão), principalmente na cidade de Peixoto de Azevedo, e estanho (536 toneladas a um valor de R$ 16 milhões). Além disso, nas pedras preciosas, o estado é o 2º maior produtor nacional de diamante, tendo extraído 49 mil quilates no ano de 2017. A cidade de Juína é a principal nesta atividade no estado. O estado também tem uma pequena produção de safira e jaspe.

### Setor secundário

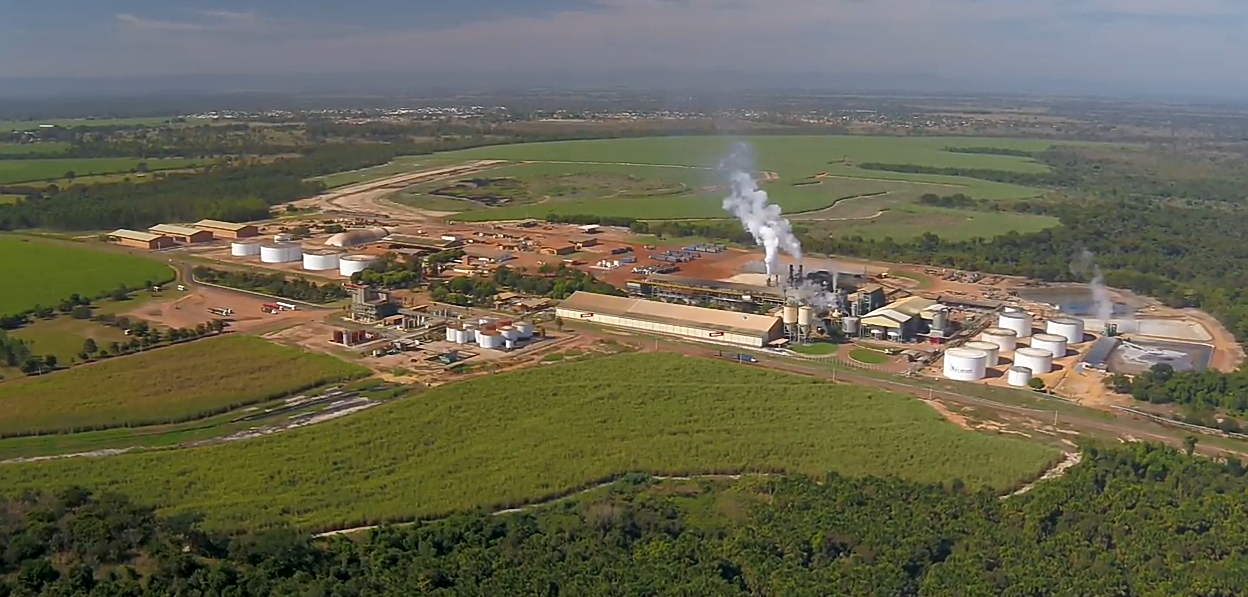
Usina de açúcar e álcool da Barralcool em Barra do Bugres.

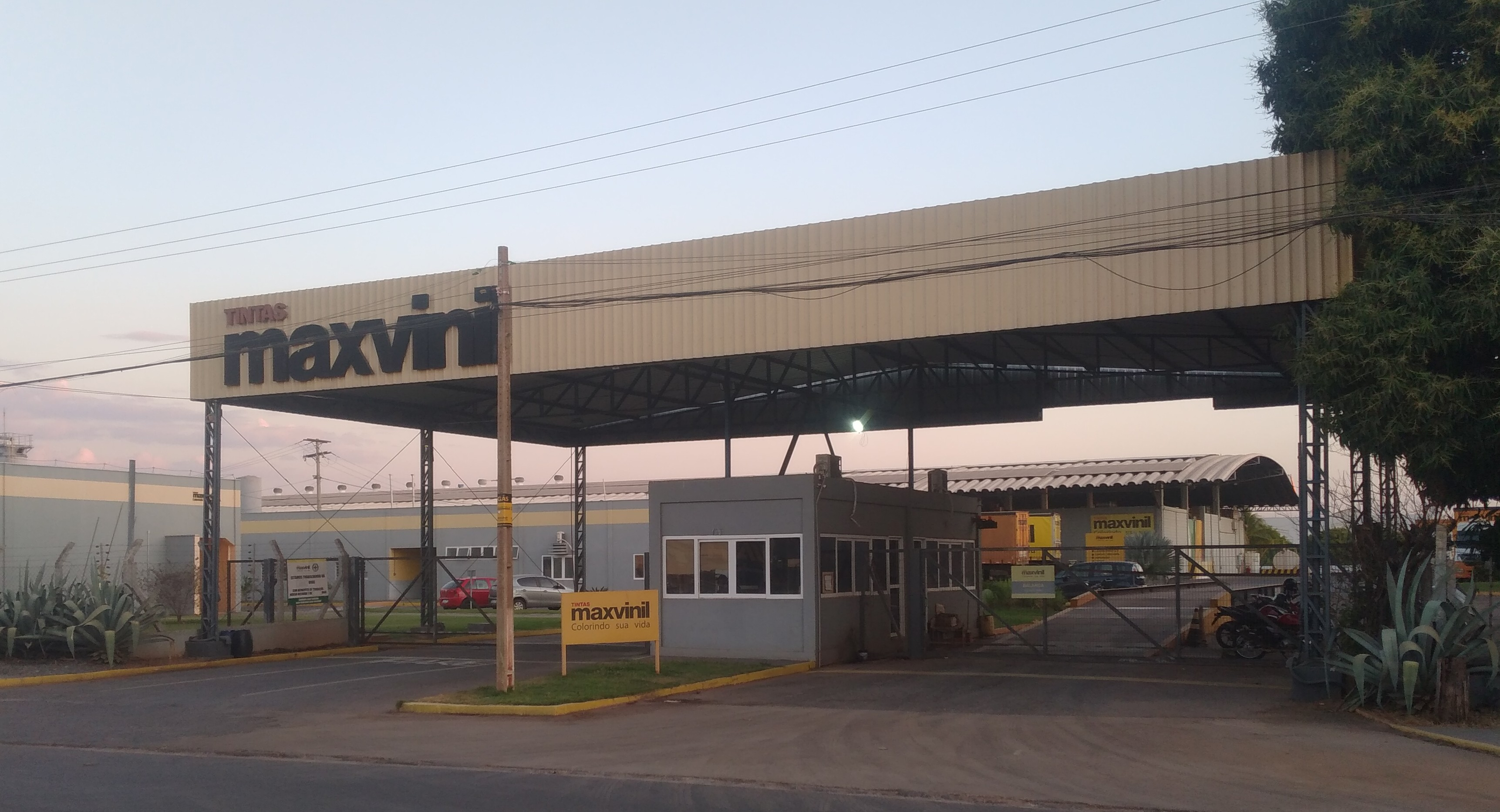
Maxvinil Tintas no Distrito Industrial de Cuiabá.

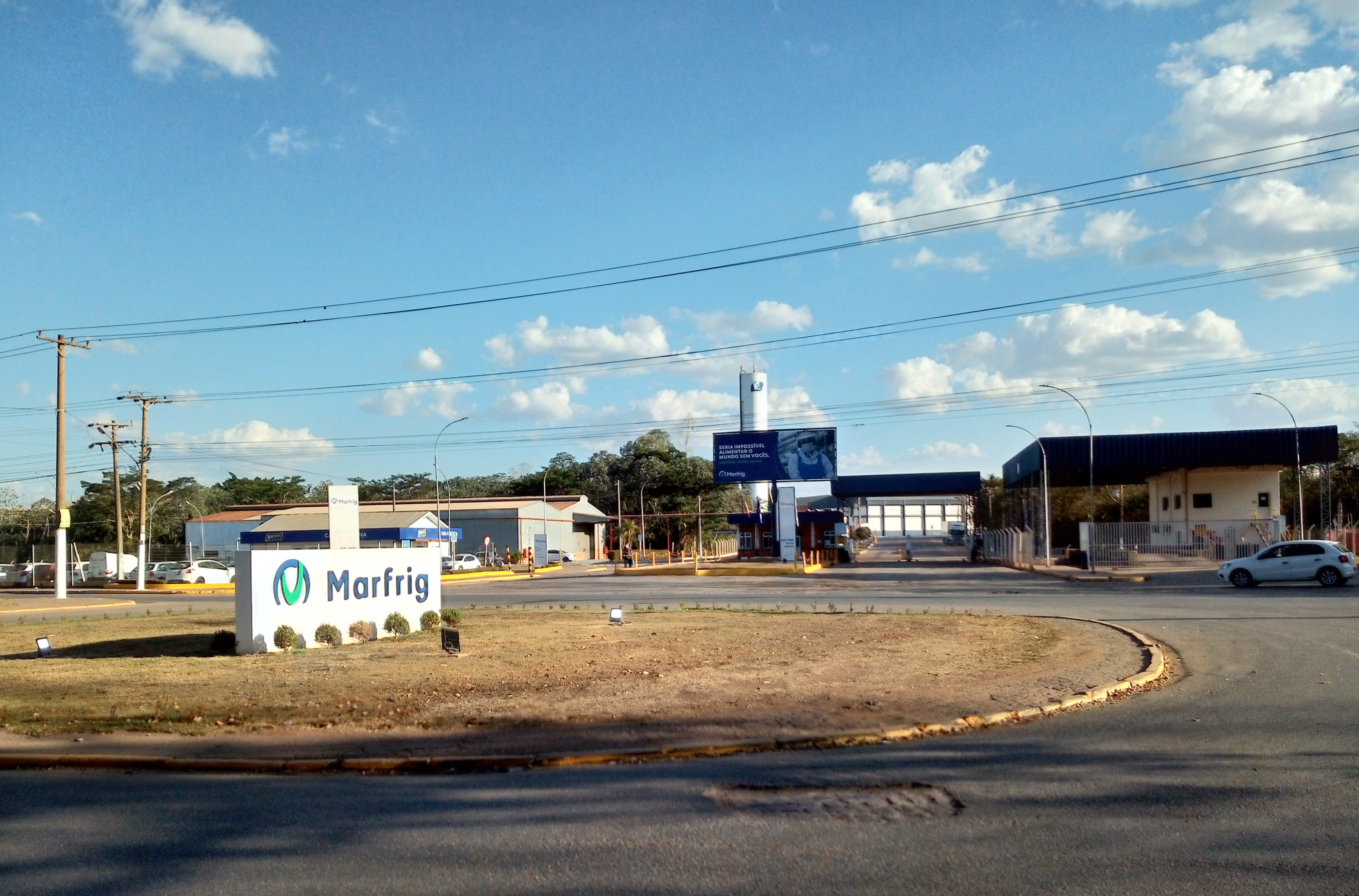
Marfrig Global Foods em Várzea Grande.

Mato Grosso tinha em 2018 um PIB industrial de 32,2 bilhões de reais, equivalente a 1,6% da indústria nacional e empregando 183 373 trabalhadores na indústria. Os principais setores industriais são: Alimentos (27,4%), Construção (23,8%), Serviços Industriais de Utilidade Pública (20,1%), Derivados de petróleo e biocombustíveis (7,7%), Químicos (5,2%), Bebidas (3,5%). Estes 6 setores concentram 87,7% da indústria do estado. Outros setores relevantes são o madeireiro (2,2%), Metalúrgico (2,5%), minerais não-metálicos (1,8%), Extração de minerais metálicos (1,2%).
Em 2023 a indústria mato-grossense esteve na quinta posição em crescimento no pais, conforme dados do Instituto Brasileiro de Geografia e Estatística analisados pelo Observatório da Industria da Federação das Indústrias do Estado de Mato Grosso, o estado apresentou um crescimento de 5,2% no ano de 2023, impulsionados pelo setores de biocombustíveis e o de alimentos, no cenário nacional o crescimento do estado é menor que dos estados do Rio Grande do Norte, Espírito Santo, Goiás e Pará.
O Distrito Industrial de Cuiabá (DIIC), é o principal centro industrial de Mato Grosso. Foi inaugurado em 1978 pelo governador José Garcia Neto, como forma de centralizar o setor na capital do estado. Considerado o principal polo industrial do estado, o Distrito Industrial de Cuiabá concentra aproximadamente 300 indústrias e emprega 10 mil pessoas. Atualmente o distrito tem uma arrecadação de R$ 5 bilhões de reais em impostos federal, estadual e municipal. Entre suas indústrias são do segmento de biodiesel, de transformação vegetal, animal, borracha, tintas, reciclagem e pré-moldados.
Seus principais polos industriais são:
- Região Metropolitana do Vale do Rio Cuiabá; maior polo de riqueza estadual, concentra a maioria das indústrias em Mato Grosso, a região possui um polo industrial com indústrias de biodiesel, transformação de vegetal, animal, borracha, tintas, reciclagem e pré-moldados no distrito industrial da capital e alimentos, bebidas e outros situadas em Várzea Grande.[160][161]
- Rondonópolis; o segundo maior polo industrial do estado, apresenta uma concentração de indústrias de processamento de grãos, fertilizantes, nutrição animal, bebidas, frigoríficos e de embalagens.[162]
- Sinop; o terceiro maior polo industrial do estado, é composta basicamente por micro e pequenas nos setores de madeireira, alimentos, etanol, fertilizantes e bebidas.[163]
- Tangará da Serra; um dos maiores polos industriais do estado, a indústria na cidade é composta nos setores de moveis, metalurgia, artefatos de concreto, confecção e alimentos.[164]

### Setor terciário

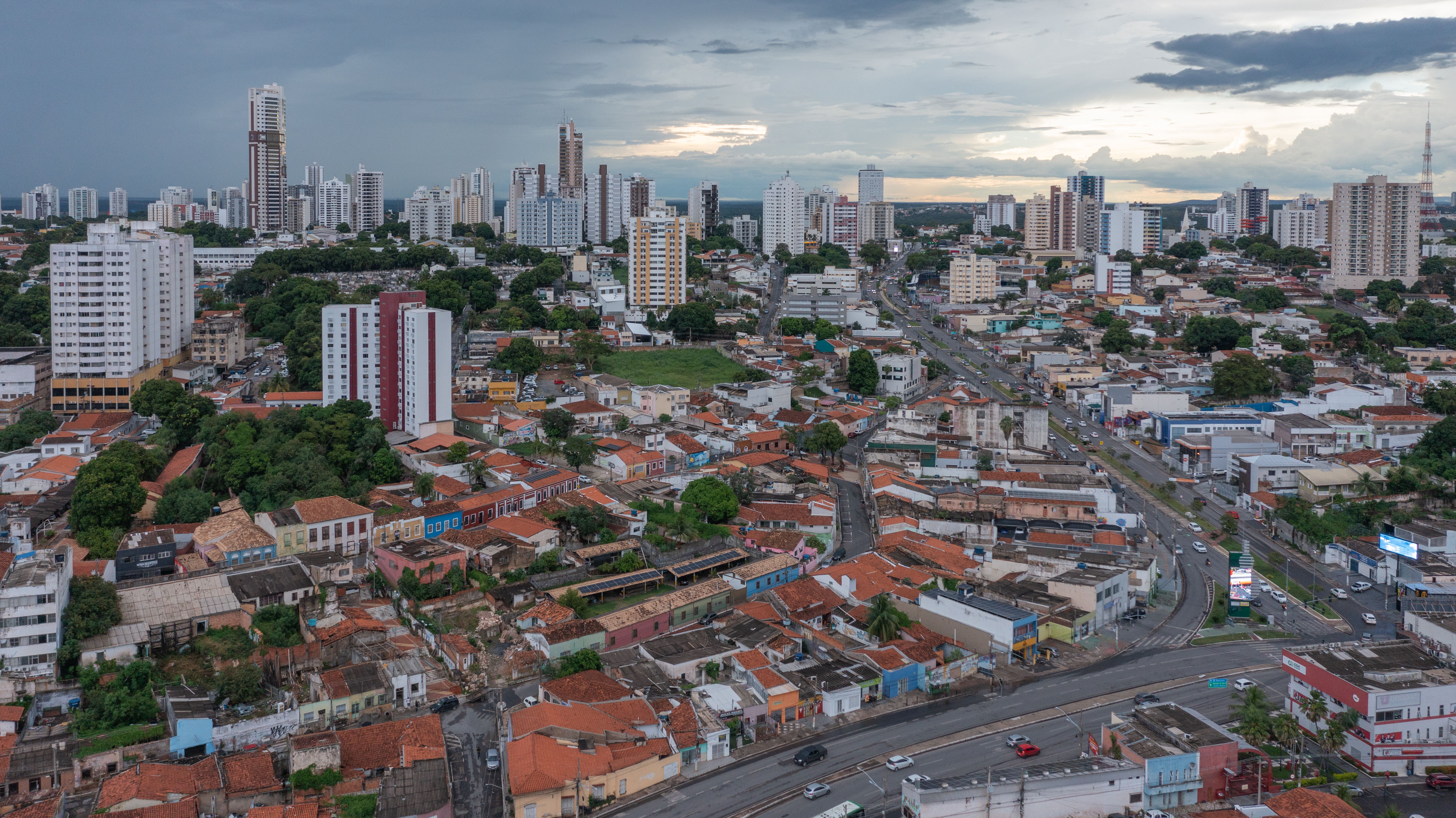
Região central de Cuiabá, capital do estado.

O setor terciário é o maior e mais relevante da economia mato-grossense: em 2020, a participação dos serviços representava 53,8% do valor total adicionado à de todo o estado. Segundo a Pesquisa Anual de Serviços (PAS) realizada pelo IBGE em 2020, existiam no estado 26 438 empresas,
Em 2020, trabalharam para todas essas empresas, 198 919 trabalhadores, que totalizavam ao todo uma receita bruta de 45 328 912 mil reais, juntos com salários e outras remunerações que somavam um total de 5 198 131. Em Mato Grosso, existiam, em 2021, 279 agências (instituições financeiras), que renderam R$ 6 709 915 565 700 mil em operações a crédito, 951 277 265 900 mil em poupança, 1 812 534 403 000 mil a prazo e 3 221 146 800 mil reais em obrigações por recebimento.

#### Turismo
O estado de Mato Grosso é a unidade da federação com maior número de regiões turísticas catalogadas ao Mapa do Turismo na Região Centro-Oeste. Ao todo são 15 regiões que compreende 80 municípios, em seus destinos é possível a contemplação de atrativos únicos: cachoeiras, rios e cavernas. Na arquitetura, alguns municípios preservam edificações à época do início do povoamento da região. Na capital, Cuiabá, concentra edifícios tombados e preservados pelo Instituto do Patrimônio Histórico e Artístico Nacional (IPHAN) como o Centro Geodésico da América do Sul, localizado no Campo d'Ourique e o Centro Histórico de Cuiabá e seu conjunto arquitetônico e ruas antigas como as ruas de baixo, do meio e de cima (atuais ruas Galdino Pimentel, Ricardo Franco e Pedro Celestino respectivamente.). Em Vila Bela da Santíssima Trindade, a primeira capital do estado, estão as Ruínas da Igreja Matriz e o Palácio dos Capitães Generais, em Cáceres destaca a Fazenda Descalvados, composta de capelas, casa grande e alojamento de operários e galpões, atualmente serve para o turismo e o Marco do Jauru, importante marco para definição de fronteira no Brasil.
Um outro aspecto ao visitar o estado de Mato Grosso é uma possibilidade de explorar os safáris e passeios de barco no pantanal mato-grossense, localizada a 100 quilômetros de Cuiabá, o bioma é a maior área alagada do mundo e um dos ecossistemas mais abundante em biodiversidade, podendo encontrar para observação animais como onças-pintadas, jacarés, capivaras e uma grande quantidade de aves. O Parque Nacional da Chapada dos Guimarães, localizado a 70 quilômetros da capital Cuiabá, é um dos atrativos turísticos mais procurados do estado, principalmente para os praticantes do ecoturismo, o parque é conhecido pela sua formação rochosa e cachoeiras como a de Véu de Noiva e mirante com vista do cerrado. Na localidade também é possível encontrar sítios arqueológicos com cavernas como a da Gruta da Lagoa Azul e Aroe Jari.
Em Vila Bela da Santíssima Trindade (521 quilômetros de Cuiabá) concentra o Parque Estadual da Serra de Ricardo Franco, contando com 158 600 hectares  de extensão é um complexo com piscinas cristalinas, vales, uma vegetação mista entre cerrado, pantana e floresta amazônica, além de cachoeiras como a Cachoeira do Jatobá, sendo a maior queda-dágua do estado com 248 metros de altura.   Em Jaciara na região sul do estado, conta com 86 cachoeiras catalogadas, sendo a mais famosa é a Cachoeira da Fumaça, onde a predominância da pratica de esportes como rafting.
Em Nobres concentra no distrito de Bom Jardim o Aquário Encantado e a Cachoeira Serra Azul, onde é possível os visitantes pode fazer a contemplação e realizar o ecoturismo e a tirolesa em seus rios transparentes.

## Infraestrutura

### Saúde

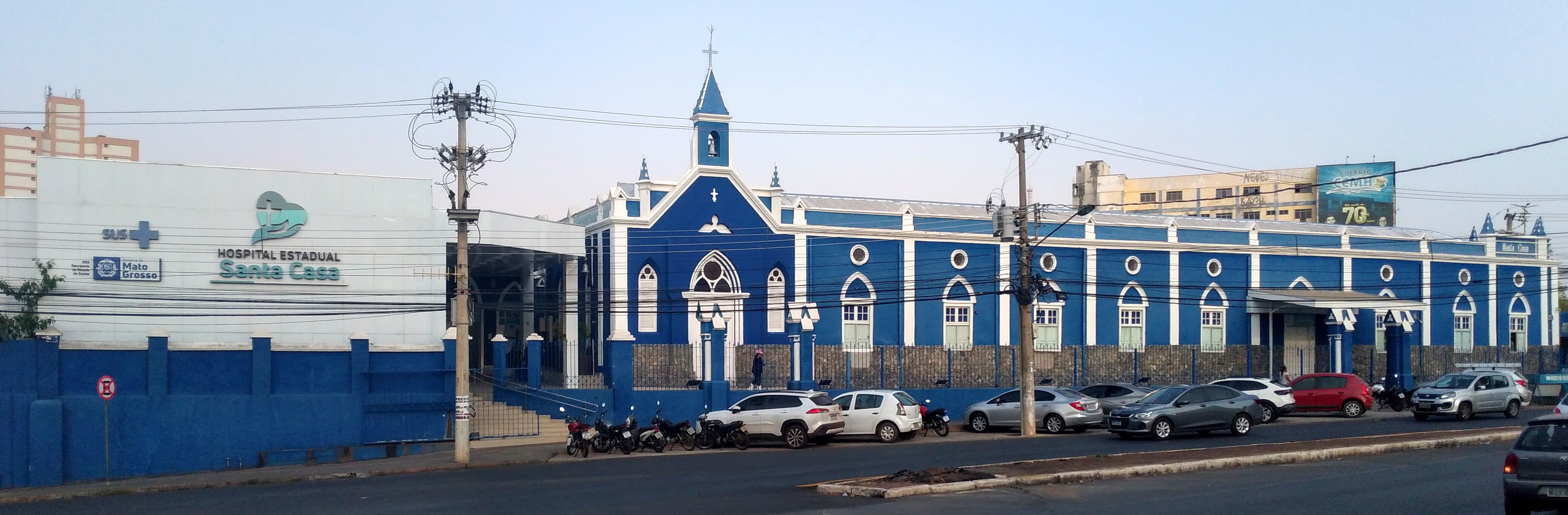
Santa Casa de Misericórdia em Cuiabá, a mais antiga unidade hospitalar do estado.

Conforme dados de 2009, existiam, no estado, 2 001 estabelecimentos hospitalares, com 6 000 leitos. Destes estabelecimentos hospitalares, 1 356 eram públicos, sendo 1 256 de caráter municipais, 13 de caráter estadual e 91 de caráter federal. 645 estabelecimentos eram privados, sendo 613 com fins lucrativos e 32 sem fins lucrativos. 163 unidades de saúde eram especializadas, com internação total, e 1 453 unidades eram providas de atendimento ambulatorial. No mesmo ano, verificou-se que o estado tinha um total de 505,8 leitos hospitalares por habitante e em 2005, registrou-se 9,1 médicos para cada grupo de 10 mil habitantes. A mortalidade infantil é de 19,2 a cada mil nascimentos, de acordo com dados de 2009. De acordo com a Pesquisa Nacional de Saúde realizada pelo IBGE no ano de 2019 constatou que 68,2% da população do estado avalia sua saúde como boa ou muito boa; 73,8% da população realiza consulta médica periodicamente; 49,3% dos habitantes consultam o dentista regularmente e 7,7% da população esteve internado em leito hospitalar nos últimos doze meses. Ainda conforme dados da pesquisa, 43,6% dos habitantes declararam ter alguma doença crônica e apenas 17,5% possuíam plano de saúde. Nesse mesmo período 73% dos domicílios particulares no estado foram cadastrados no programa Unidade de Saúde da Família.
Na questão da saúde feminina, 53,6% das mulheres entre 50 e 69 anos fizeram exame de mamografia nos últimos dois anos; e 79,7% das mulheres entre 25 e 59 anos fizeram exame preventivo para câncer do colo do útero nos últimos três anos.

### Educação
Em 2023, foram registradas matrículas de 840 269 discentes, nas 4 273 escolas de ensino fundamental do estado, das quais 259 602 eram municipais, 177 927 estaduais, 60 515 particulares e 521 federais. Quanto ao corpo docente era o mesmo formado de 82 217 professores, sendo que 11 923 eram particulares. Em 2023, ministrava-se o ensino médio, em 687 estabelecimentos, com 137 021 discentes matriculados e 11 685 docentes. Dos 137 021 alunos, 8032 estavam na escola pública federal, 114 636 na estadual, e 13 353 na particular.
Em 2022, o total de alunos do ensino médio passou a 183 563 (queda de 11,9% em relação a 2021). Destes, 7 851 mil (4,27%) estavam na rede pública federal, 132 970 (72,4%) na estadual e 13 724 (7,47%) na particular. Em 2008 o estado implementou a Política Pública de Educação Inclusiva, no de 2021 a Rede Pública de Mato Grosso atenderam 9 mil alunos portadores de necessidades especiais. Em 2024 o Governo do Estado promulgou a lei estadual nº 12 388 implantando o Programa Escolas Estaduais Cívico-Militares, sendo de responsabilidade da Secretaria de Estado de Educação de Mato Grosso, o ingresso de alunos segue o modelo matricula web, sem processo seletivo ou cadastro de reserva para filhos de militares, sua manutenção é feita por profissionais civis e militares em regime de colaboração, tendo sua atuação em atividades cívicos-militares, atualmente são 26 escolas e 17 mil alunos matriculados em 2023.
De acordo com o PNUD do ano de 2010 o IDH-Educação de Mato Grosso é de 0,635, o decimo maior índice entre os estados brasileiros, perdendo apenas para Distrito Federal, São Paulo, Santa Catarina, Rio de Janeiro, Paraná, Espírito Santo, Goiás, Rio Grande do Sul e Minas Gerais. Dentre os municípios do estado, o melhor resultado foi de Cuiabá com 0,726 e o pior foi Campinápolis com 0,324. Em 2022 segundo o IBGE 94,19% da população do estado era alfabetizada, e o índice de analfabetismo no estado em adultos acima de 15 anos era de 5,86% ou 164 mil pessoas não sabem ler e escrever no estado. Sendo o maior de índice de 97,16% de sua população alfabetizada, foi registrado em Lucas do Rio Verde e o índice de 82,43% de sua população não alfabetizada foi no município de Nova Nazaré.
Criada em 1979 a Universidade Federal de Mato Grosso é a terceira melhor universidade da região centro-oeste e umas das 30 melhores do país, segundo o ranking nacional de universidades brasileiras, realizado pela Folha de S.Paulo, em 2023. Atualmente sua reitoria encontra-se em Cuiabá e possui campi em mais quatro cidades: Barra do Garças, Pontal do Araguaia, Sinop e Várzea Grande entre as atividades de ensino, pesquisa e extensão estão concentradas em 113 cursos de graduação, incluídas as habilitações, e 60 de especialização sustentados em núcleos de investigação e extensão, onde mais de 21 mil estudantes. Além da UFMT, Mato Grosso possui a Universidade Federal de Rondonópolis, tendo sua reitoria em Rondonópolis, criada em 2019 com o desmembramento da Universidade Federal de Mato Grosso, atualmente conta com 20 cursos de graduação, 10 pós graduação e 3 600 alunos.  Ainda em Cuiabá, encontra-se a sede da Universidade de Cuiabá — UNIC e na sua região metropolitana está o  Centro Universitário de Várzea Grande (UNIVAG), sediada em Várzea Grande. O estado conta com um instituto federal de formação técnica, o IFMT, sediada em Cuiabá possui 25 campis nas cidades de Alta Floresta, Barra do Garças, Cáceres, Campo Novo do Parecis, Confresa, Juína, Pontes e Lacerda, Primavera do Leste, Rondonópolis, Sorriso e Várzea Grande. Criada em 2008, atualmente conta com 100 cursos entre superior, pós-graduação e técnicos e curta duração, contando com 25 mil alunos.
Sediada no município de Cáceres a Universidade do Estado de Mato Grosso possui campus nos municípios de Alta Floresta, Alto Araguaia, Barra do Bugres, Cáceres, Colíder, Diamantino, Juara, Luciara, Nova Mutum, Nova Xavantina, Pontes e Lacerda, Sinop e Tangará da Serra. Criada em 1978 a universidade conta com 60 cursos presenciais e em outros 129 cursos ofertados em modalidades diferenciadas e 22 mil estudantes.

### Transportes

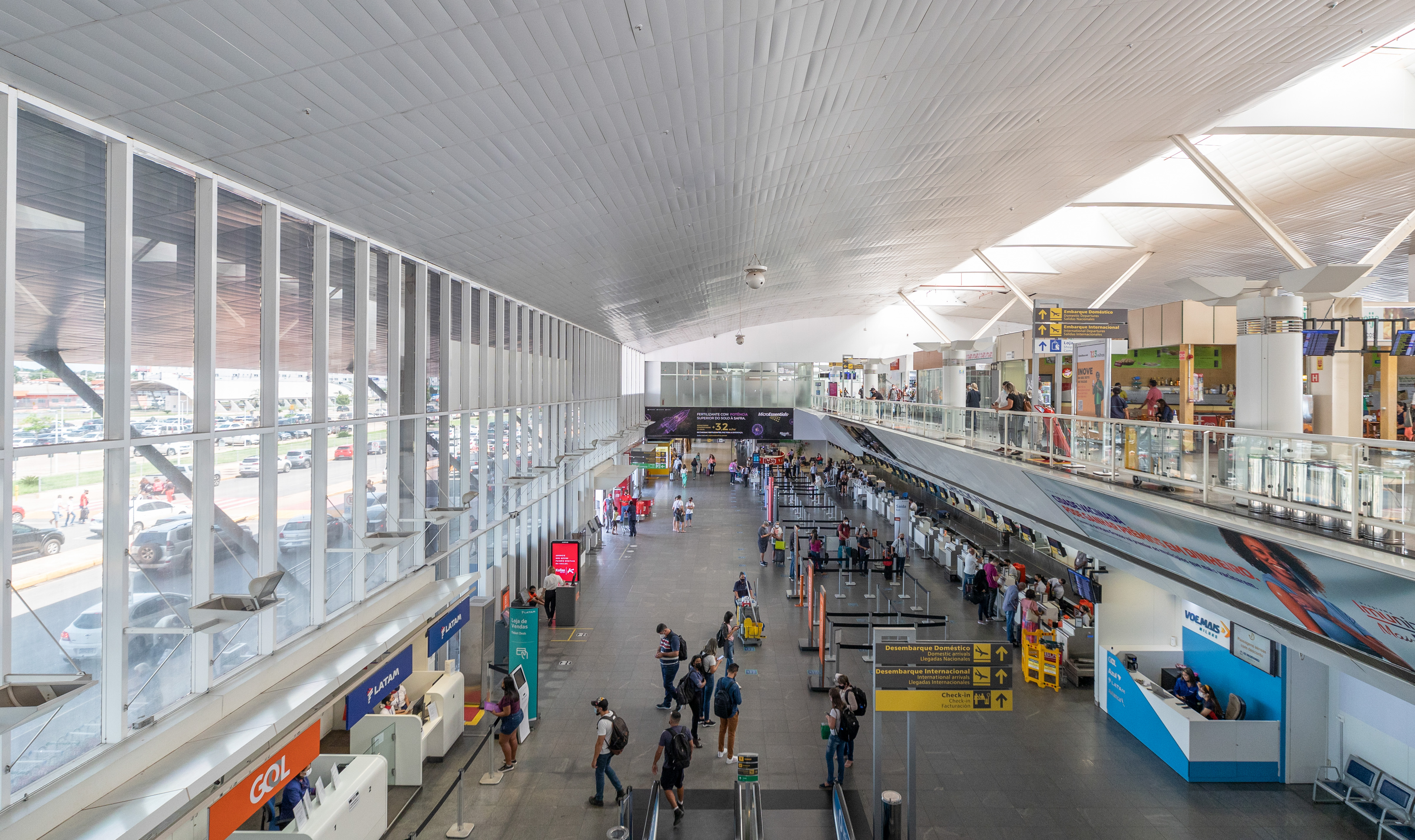
Aeroporto Internacional de Cuiabá

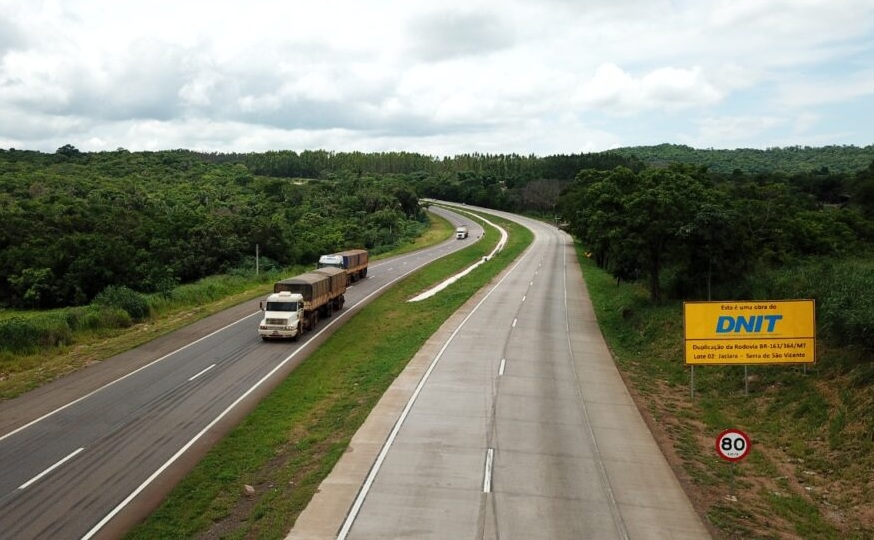
BR-163 / BR-364, trecho duplicado entre Cuiabá e Rondonópolis.

Mato Grosso tinha, em 2020, 141 171 km de estradas municipais; 7 281 km de estradas estaduais e 3 649 km de estradas de estradas federais, sendo 22 399 km de estradas não pavimentadas e 81 km de rodovias duplicadas na malha estadual e na malha rodoviária federal possui 330 km de rodovias duplicadas As principais rodovias de Mato Grosso foram construídas a partir da década de 1970, através do Programa de Integração Nacional O estado possui uma rodovia dupla ligando a capital Cuiabá a uma das maiores cidades do estado, Rondonópolis, e seguindo até a divisa com o Mato Grosso do Sul. As principais rodovias federais que cortam o estado são: BR-163, a partir do sul do estado, liga Cuiabá a Santarém (sendo 850,9 km entre Itiquira a Sinop sob concessão da Nova Rota do Oeste e 1009,5 km entre os municípios de Sinop ao município de Itaituba no Pará sob concessão da Via Brasil); BR-364, a partir de Goiás, liga Cuiabá à Rio Branco no Acre passando por Porto Velho em Rondônia; BR-070, que liga Cuiabá a Brasília e BR-158, a partir de Barra do Garças, segue em direção ao Pará. A frota estadual em 2022 era de 2 568 240 veículos, sendo 869 703 automóveis, 90 276 caminhões, 49 611 caminhões-trator, 293 264 caminhonetes, 60 740 caminhonetas, 4 580 micro-ônibus, 712 542 motocicletas, 285 681 motonetas, 15 177 ônibus, 27 653 utilitários, 173 tratores de rodas e outros 446 classificados como outros tipos de veículos.
O transporte ferroviário, por sua vez, em 1999 foi inaugurado o primeiro trecho da Ferrovia Norte Brasil no estado, em Alto Taquari,  atualmente conta com quatro terminais: Alto Araguaia, Alto Taquari, Itiquira e Rondonópolis, (Inaugurado em 2013 é o maior terminal intermodal ferroviário de cargas da América Latina) desde 2015 a Ferrovia Norte Brasil está sob concessão da Rumo Logística. Atualmente existe três projetos de ferrovia em execução no estado, são elas a Ferrovia de Integração do Centro-Oeste (FICO), com investimentos de R$ 2, 730 bilhões de reais e 1641 quilômetros de extensão estará divididos em três trechos o de 383 quilômetros entre Mara Rosa, em Goiás, e Água Boa em Mato Grosso, 505 quilômetros entre Água Boa e Lucas do Rio Verde, dentro do estado e 646 quilômetros entre Lucas do Rio Verde e Vilhena no estado de Rondônia; A Ferrogrão com investimentos de R$ 25 bilhões de reais e 933 quilômetros de extensão a ferrovia terá 1 trecho que sairá de Sinop no estado a Porto de Miritituba no município de Itaituba no Pará; Por iniciativa do Governo de Mato Grosso sob concessão da Rumo Logística, foi iniciada em 2022 as obras da Ferrovia Estadual Vicente Vuolo, com 730 quilômetros de extensão e R$ 11 bilhões de reais de investimento, a ferrovia ligará os municípios de Rondonópolis a Cuiabá e Nova Mutum a Lucas do Rio Verde ligando ao Porto de Santos, ao todo deve impactar outros 27 municípios do estado com previsão de entrega em 2030.
No transporte hidroviário, apesar do potencial do estado para esse meio de transporte e seus rios apresentar boas condições de navegação, a hidrovia em geral são menos utilizadas e envolvem polêmicas com questões ambientais e sociais, sendo que muitas obras encontram-se embargadas atualmente, entre as principais ligações hidroviária são: Rio das Mortes-Araguaia-Tocantins e Madeira-Amazonas. Porem a única hidrovia utilizada no estado é a Hidrovia Paraguai-Paraná, seu trajeto de 3 400 km inicia no município de Cáceres, localizada a 204 km de Cuiabá, Nueva Palmira no Uruguai e Rosário na Argentina, devido ao desnível do Rio Paraguai na parte mato-grossense, a hidrovia tem capacidade de 1 tonelada a produtos agrícolas, tendo uma restrição no seu trecho de 159 km entre Cáceres e Castelo de Areia entre os meses de junho e novembro, devido ao período de seca.
No estado, existem quatro aeroportos administrados pela Centro Oeste Airports (COA), empresa integrante ao Grupo Socicam. São eles: o Aeroporto Internacional de Cuiabá (em Várzea Grande), o Aeroporto Municipal Presidente João Figueiredo (em Sinop), o Aeroporto Municipal Maestro Marinho Franco em Rondonópolis e o Aeroporto Piloto Oswaldo Marques Dias (em Alta Floresta). O Aeroporto Regional de Sorriso, localizado na cidade de Sorriso, é o único aeroporto do estado administrado pela Infraero. Há também outros aeroportos menores, como os de Cáceres, Barra do Garças,  Lucas do Rio Verde, Nova Mutum, Tangará da Serra entre outros.

### Serviços e comunicações
O estado conta com outros serviços básicos. Criada em 1966 a Companhia de Saneamento do Estado de Mato Grosso também referida pela sigla Sanemat, foi a primeira concessionária responsável pelo setor de saneamento básico no estado, extinta no ano 2000, atualmente o serviço de saneamento no estado é de responsabilidade dos municípios. Em 2005, 66,5% da população mato-grossense tinha acesso à rede de água, enquanto 44% tinham acesso à rede de esgoto sanitário.

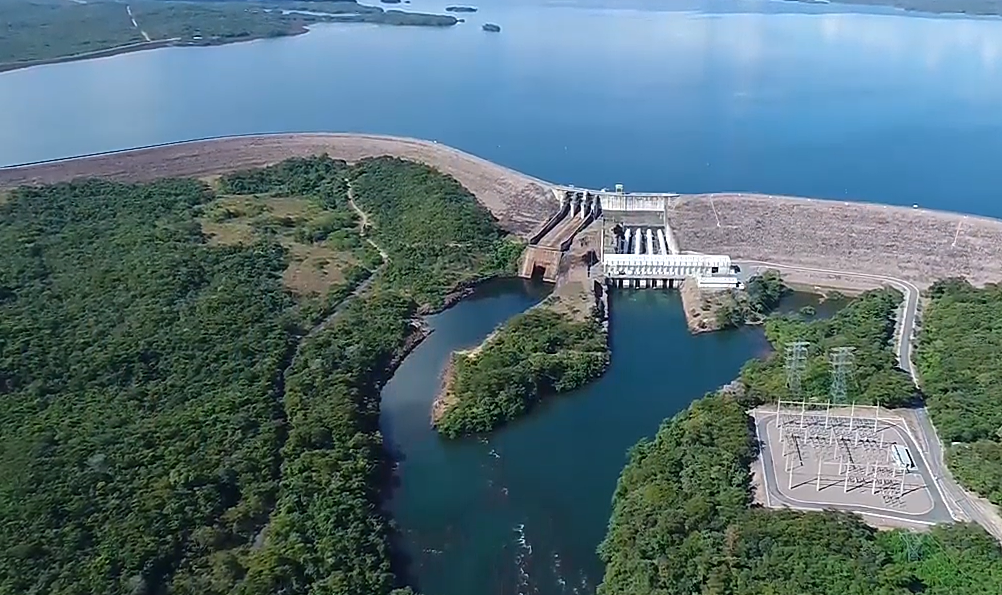
Vista aérea da Usina Hidrelétrica de Manso, no Rio Manso, entre os municípios de Chapada dos Guimarães e Nova Brasilândia.

Em relação à energia elétrica em 1958 a empresa responsável pelo serviço no estado era a Centrais Elétricas Matogrossenses depois privatizada em 1997 para o Grupo Rede, atualmente a concessão do serviço é de responsabilidade da Energisa Mato Grosso pertencente ao Grupo Energisa, que hoje atende os 142 municípios no estado. Mato Grosso concentra 11 usinas hidrelétricas e 84 centrais hidrelétricas, que correspondem a 93,32% da energia elétrica produzida no estado, entre suas principais hidrelétricas estãoː Usina Hidrelétrica de Colíder, Complexo Teles Pires, Usina Hidrelétrica de Manso, Usina Hidrelétrica de São Manoel, Usina Hidrelétrica de Sinop, Usina Hidrelétrica Teles Pires, Usina Hidrelétrica Dardanelos, Usina Hidroelétrica Canoa Quebrada. Em 2011 Mato Grosso concentrava o segundo maior número de pequenas centrais hidrelétricas no pais, com 49 PCHs e produzindo 632,326 mil quilowatts no período, o estado é destaque na produção de energia renovável, sendo o sexto no país em geração de energia solar no pais, segundo a Agência Nacional de Energia Elétrica em 2023 o estado produziu 1 259 448 quilowatts no período. Devido a sua alta produção agrícola, Mato Grosso é destaque na produção por biomassa, sua produção ainda é para uso industrial, tendo como principal matéria-prima cavaco de madeira, eucalipto, palha de arroz, capim e bagaço de cana.
Na capital Cuiabá, concentra a produção de energia termoelétrica no estado, onde está localizada a Usina Termelétrica Governador Mário Covas com capacidade de produção de 480 megawatts. Inaugurada em 2002 pela Pantanal Energia, então subsidiaria da americana Enron no Brasil, vencedora da licitação aberta pela Eletrobras em 1999, a usina começou operar com gás natural proveniente da Bolívia através do Gasoduto Bolívia-Brasil, atualmente pertence à Âmbar Energia, subsidiaria da J&F Investimentos, adquirida em 2015 . A Companhia Mato-grossense de Gás (MTGás), empresa criada em 2003 pelo Governo do Estado de Mato Grosso, é a companhia responsável pela distribuição e comercialização do gás natural ao estado e pela operação das redes de distribuição e unidades de armazenamento, atualmente intermediá junto ao estado a aquisição do gás natural com a estatal boliviana, tendo seu fornecimento para o mercado interno para o abastecimento de veículos através do GNV e para o uso industrial.
Existem serviços de internet discada e banda larga (ADSL) sendo oferecidos por diversos provedores de acesso gratuitos e pagos. O serviço de telefonia fixa é oferecido por algumas operadoras, como a Oi, Claro, Vivo e Tim. O código de área (DDD) do estado são o 065 e o 066.

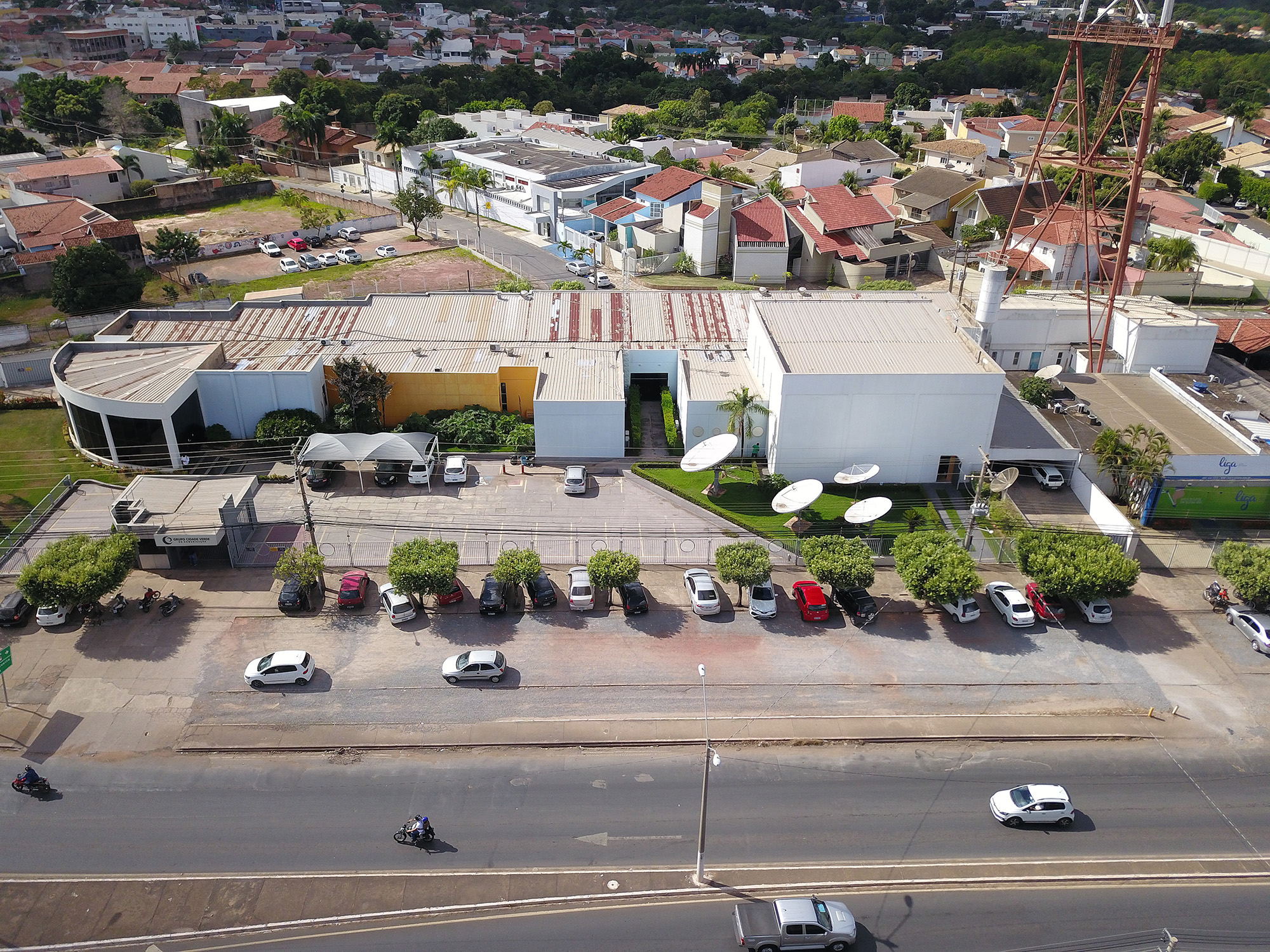
Sede da Rede Cidade Verde em Cuiabá, a segunda maior rede de televisão e a maior emissora de programação independente do estado.

A secretaria responsável pela comunicações em Mato Grosso é a Secretaria de Estado Comunicação (Secom MT), sendo a provedora da política de comunicação do Governo do Estado de Mato Grosso e orienta e desenvolve as ações de comunicação do Poder Executivo Estadual com a sociedade civil. Existem diversos jornais presentes em vários municípios do estado, como, por exemplo, Diário da Serra (em Tangará da Serra), Diário do Estado (em Sinop), A Tribuna (em Rondonópolis), A Gazeta (em Cuiabá), entre outros.
No setor televisivo sua primeira emissora foi inaugurada em 13 de fevereiro de 1969, pelo empresário Eduardo Elias Zahran, com a fundação da TV Centro América, atualmente pertencente a Rede Matogrossense de Comunicação. Com o passar do tempo, várias outras emissoras desenvolveram-se no estado, como foi o caso da Rede Cidade Verde, a TV Brasil Oeste e a TV Vila Real, todas com sede na Grande Cuiabá. Além disso, há transmissão de canais nas faixas Very High Frequency (VHF) e Ultra High Frequency (UHF). No interior do estado a outros canais de televisão, como a TV Centro América Sul  (em Rondonópolis), a TV Centro América Norte  (em Sinop), a TV Cidade Verde Tangará da Serra  (em Tangará da Serra), a TV Sorriso (em Sorriso) e a TV Conquista (em Lucas do Rio Verde).

## Cultura

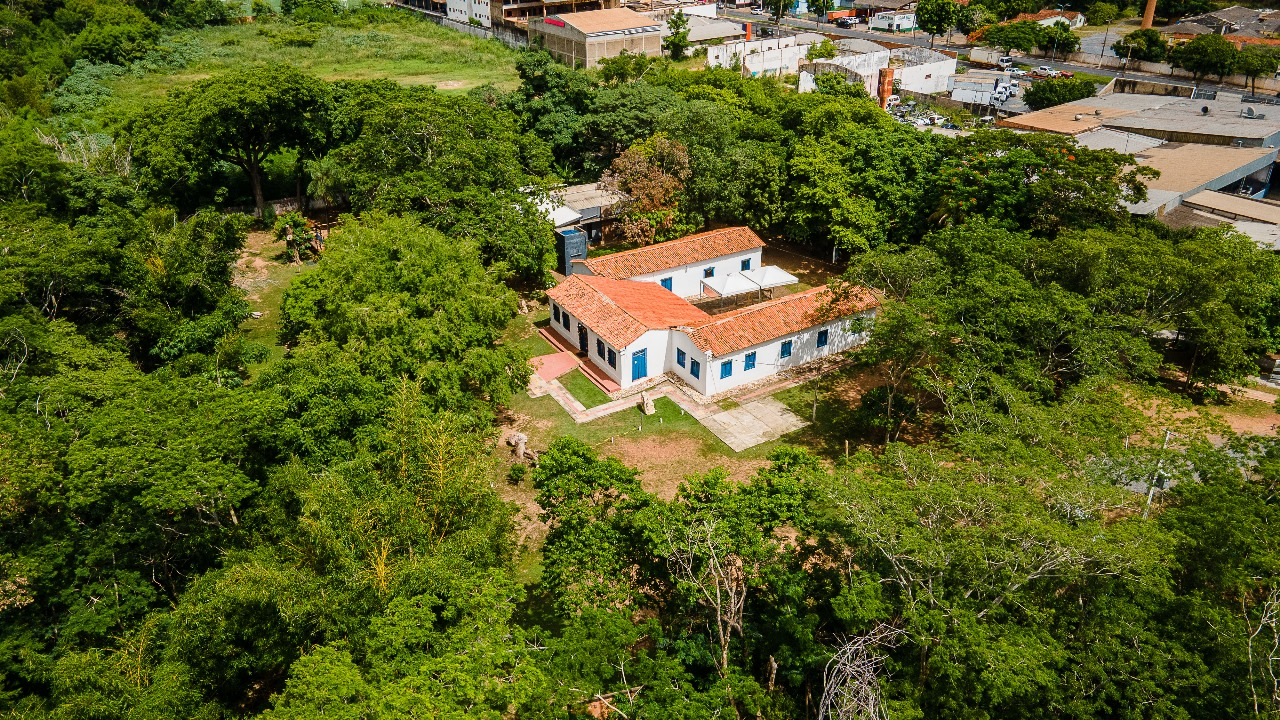
Vista aérea do Museu de História Natural de Mato Grosso.

A Secretaria de Estado de Cultura, Esporte e Lazer (SECEL), é o órgão vinculado ao Governo do Estado de Mato Grosso responsável por administrar a política estadual de cultura e de desporto do estado e salvaguardar, desenvolver e difundir as manifestações culturais da sociedade mato-grossense em todas as suas expressões e diversidade regional, a memória e o patrimônio cultural, histórico e artístico. Criada em 2019, durante o governo de Mauro Mendes, seu regimento interno foi instituído em 2024.  A SECEL também administra de forma direta importantes equipamentos culturais, como a Biblioteca Pública Estadual Estevão de Mendonça, Museu Histórico de Mato Grosso, Museu de Arte Sacra de Mato Grosso, Museu de História Natural de Mato Grosso e o Museu Residência dos Governadores.

### Teatro e Museus

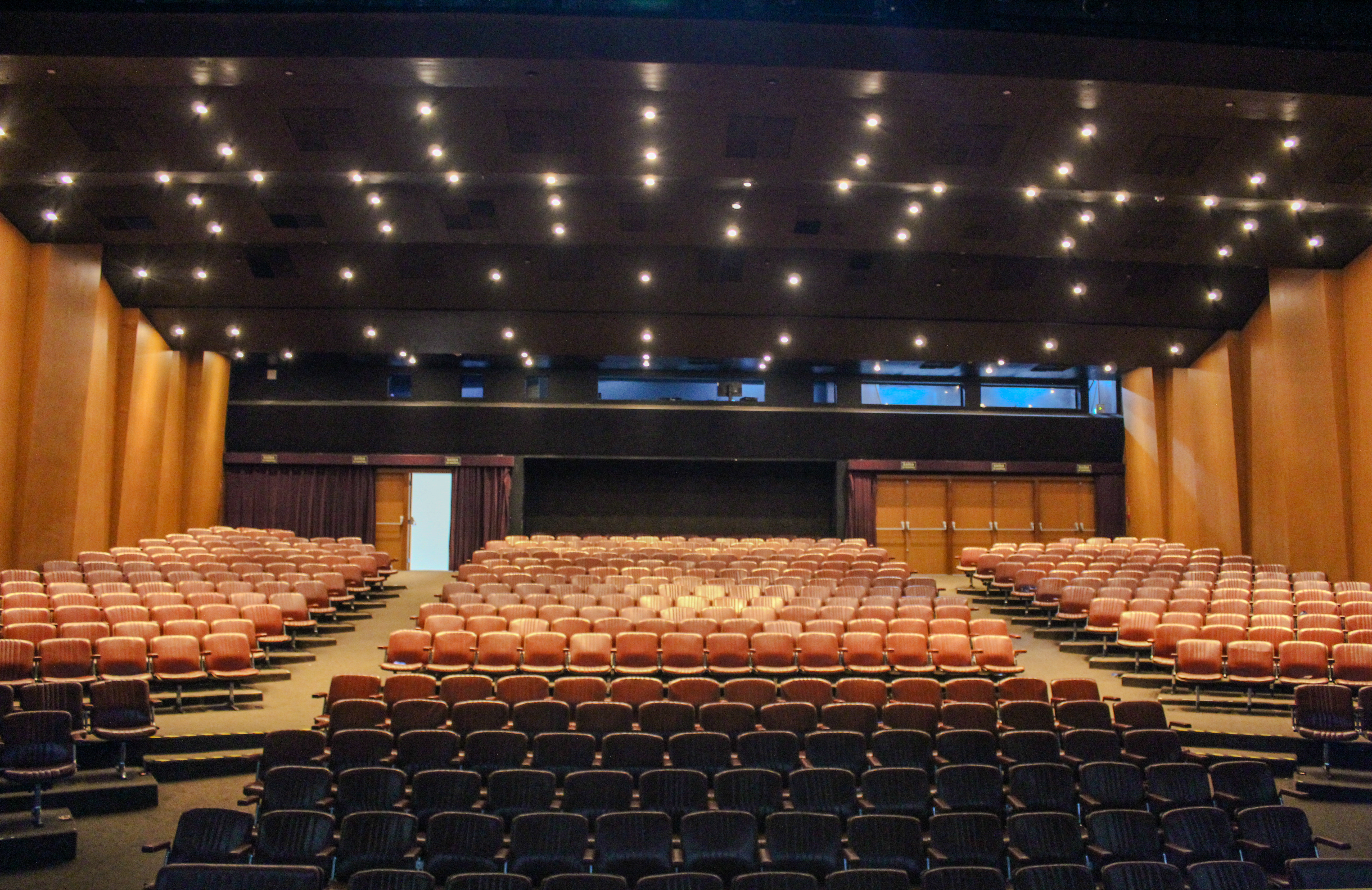
Interior do Teatro Universitário da Universidade Federal de Mato Grosso em Cuiabá

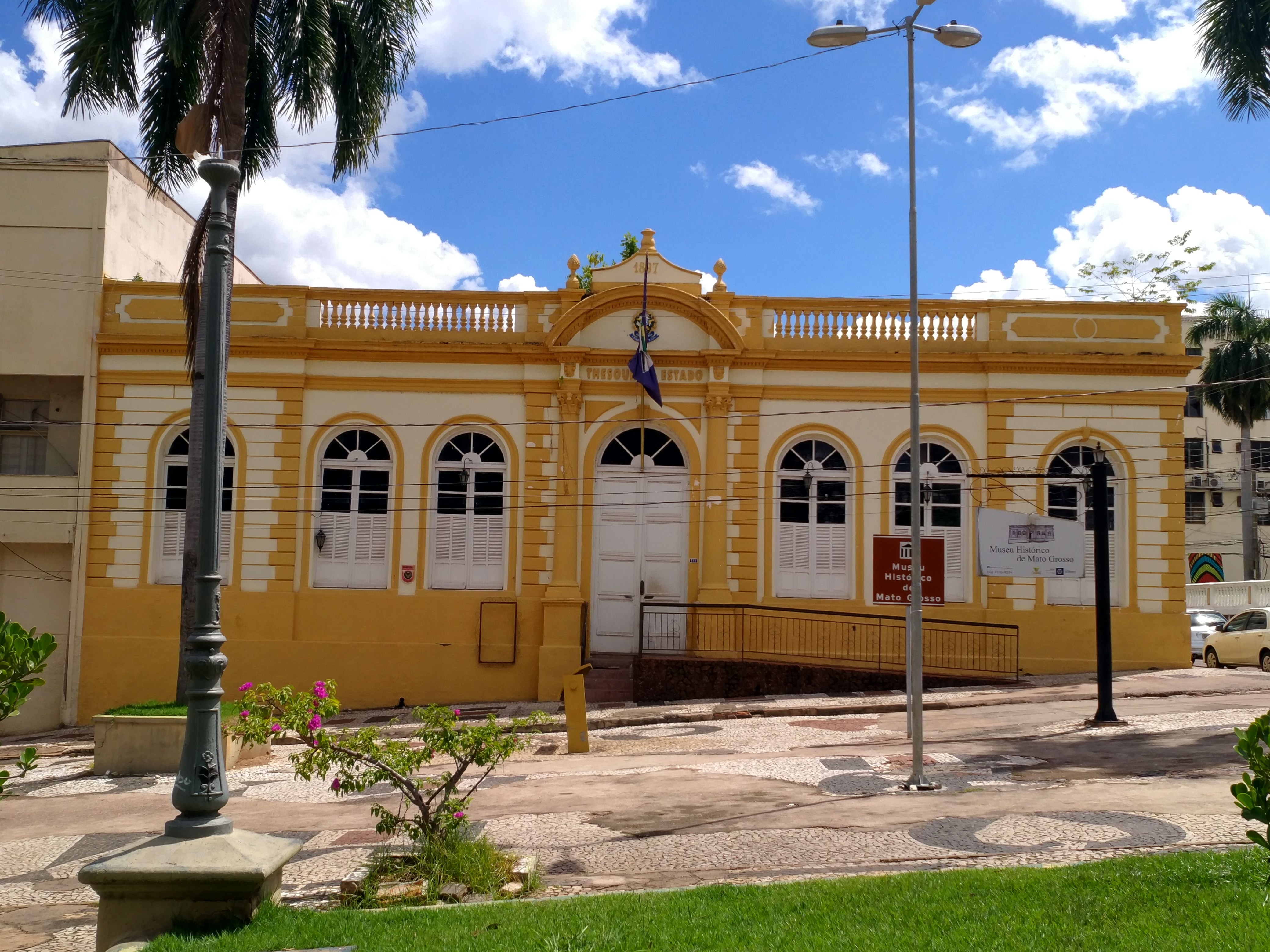
Museu Histórico de Mato Grosso.

O teatro em Mato Grosso teve seu início em 1727, onde foram documentados a época 80 reapresentações teatrais, sua primeira representação teatral data de 1763 por ocasião do nascimento de D. José I, com a chegada à Cuiabá de Luís de Albuquerque de Melo Pereira e Cáceres em 1772, com a sua posse como capitão-general em Vila Bela outras peças foram levadas. Atualmente entre seus principais grupos teatrais destacam o Grupo Téspis, Cia. Teatro em Cena, Cia D´Artes, Confraria dos Atores em Cuiabá; Grupo Contracena em Sinop; Metamorfoses em Tangará da Serra; Grupo Acto em Brasnorte; Grupo Ogan em  Campo Novo do Parecis dentre outros.
O primeiro teatro construído em Mato Grosso foi o Teatro São João, localizado na Rua Bella Vista em Cuiabá, no ano de 1889 o prédio foi vendido a Sociedade Dramática Amor à Arte. Entre seus principais espaços teatrais destaca o Teatro do Cerrado Zulmira Canavarros, inaugurado em 2014, está localizado no Centro Político e Administrativo, conta com uma plateia com 774 lugares, sendo o maior teatro do estado e um dos maiores do pais, atualmente pertence a Assembleia Legislativa de Mato Grosso; o Teatro Universitário da Universidade Federal de Mato Grosso; e o Cine Teatro Cuiabá, localizado no centro de Cuiabá. A Secretaria de Estado de Cultura, Esporte e Lazer realiza desde 2016 o Circuito de Festivais de Teatro de Mato Grosso, onde reúne os festivais de teatro realizados dentro do estado, em sua primeira edição foram realizadas apenas com 4 festivais, entre os eventos que compõe o circuito são o Festival Zé Bolo Flô de Teatro de Rua em Cuiabá, Festival de Teatro Velha Joana em Primavera do Leste, Festival de Teatro de Campo Novo do Parecis (Femute) em Campo Novo do Parecis e o Festival de Teatro da Amazônia Mato-grossense, em Alta Floresta.
Em 2019, o estado possuía 60 museus e galerias de arte dentre os quais destacam-se o Museu de História Natural de Mato Grosso (localizado na Casa Dom Aquino), Museu de Arte Sacra de Mato Grosso e o Museu Histórico de Mato Grosso em Cuiabá; No interior do estado estão o Museu Histórico de Cáceres (situada em Cáceres, foi criado em 1978 pela professora Emília Darcy Cuyabano, por ocasião do bicentenário da cidade, na qual doou peças e documentos que acerca sobre a colonização do município, atualmente sob salvaguarda pelo museu),  o Museu Histórico de Sinop (em Sinop), Museu de História Natural de Alta Floresta (em Alta Floresta),  e o Museu de História e Arqueologia de Vila Bela da Santíssima Trindade (em Vila Bela da Santíssima Trindade). Na capital Cuiabá também encontra o Núcleo de Documentação e Informação Histórica Regional também referido pela sigla NDIHR, localizado na Cidade Universitária Gabriel Novis Neves, o núcleo é aberto para a visitação onde fica arquivados dados sobre períodos históricos do estado. 

### Música, cinema e literatura
A música em Mato Grosso deve sua origem ao período da Guerra do Paraguai (1864–1870), com o surgimento do rasqueado, a partir da interação dos remanescentes do conflito em sua maioria paraguaios aos nativos do estado, onde houve a junção dos gêneros guarânia e polca paraguaia  do Paraguai e do Chamamé da Argentina e o Siriri, atualmente o ritmo musical símbolo do estado, tendo algumas variações no estado vizinho de Mato Grosso do Sul. No início dos anos 90, ocorreu o surgimento do Lambadão em Poconé na Região Metropolitana de Cuiabá, o ritmo é uma junção da carimbó e da cúmbia colombiana, foi inicialmente disseminado por bandas locais e músicos com destaque a Chico Gil. Em 1979 o nome do estado foi mencionado na música 60 dias apaixonado composta pelo compositor Darci Rossi sob encomenda a Constantino Mendes, a música retrata a cidade de Aparecida do Taboado, então pertencente a parte sul do estado (hoje Mato Grosso do Sul). Nesse período surgiu a dupla Matogrosso & Mathias, Nascido em Vista Alegre do Alto interior de São Paulo,  João Batista Bernardo adotou o nome Mato Grosso pelo fato de ter morado desde os 18 anos na cidade de Cáceres, na fronteira com a Bolívia. Atualmente entre os artistas de sucesso nacional naturais no estado estão Maiara & Maraisa, Vanessa da Mata, Bruna Viola, Henrique & Diego, João Carreiro e outros.
Com o apoio do Governo do Estado de Mato Grosso a produção cinematográfica mato-grossense tem conquistado premiação em nível regional, nacional e internacional, entre a relação de filmes e curtas-metragens premiados estão o Beatriz Vira-Folhas de Samantha Col Debella (conquistou o 21º Festival de Cinema e Vídeo de Cuiabá), Loop de Bruno Bini (conquistou o Manchester Film Festival, Fixion no Chile e Los Angeles Brazilian Film Festival), A Batalha de Shangri-lá (conquistou a Oslo Film Festival, Jakarta Independent Film Festival, Montreal Independent Film Festival, Cinemato e o Festival de Cinema de Caruaru) Uterus Mundo, de Marithê Azevedo, Hermanos, Aqui Estamo de Jade Rainho e ainda os longas-metragens Mata Grossa, de Tati Mendes e Amauri Tangará e Luciene de Juliana Curvo e outros.
A literatura mato-grossense é representada por destacados escritores são eles: Rubens de Mendonça, Ricardo Guilherme Dicke, Silva Freire, Dom Pedro Casaldáliga, Nicolas Behr e Manoel de Barros. Entre as décadas de 70 e 90 destacam Marilza Ribeiro, Tereza Albuês, Hilda Gomes, Padre Antonio Rodrigues Pimentel, Flávio José Ferreira e Aclyse de Matos. Em Cuiabá está sediada a Academia Mato-Grossense de Letras, instalada na Casa Barão de Melgaço foi fundada em 7 de setembro de 1921, atualmente é composta por 40 cadeiras, sendo a mais antiga instituição literária do estado.

### Folclore, artesanato e culinária

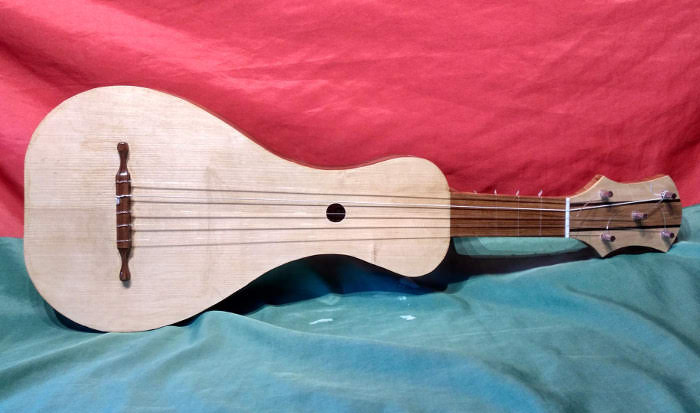
Viola de cocho construído por Jo Dusepo.

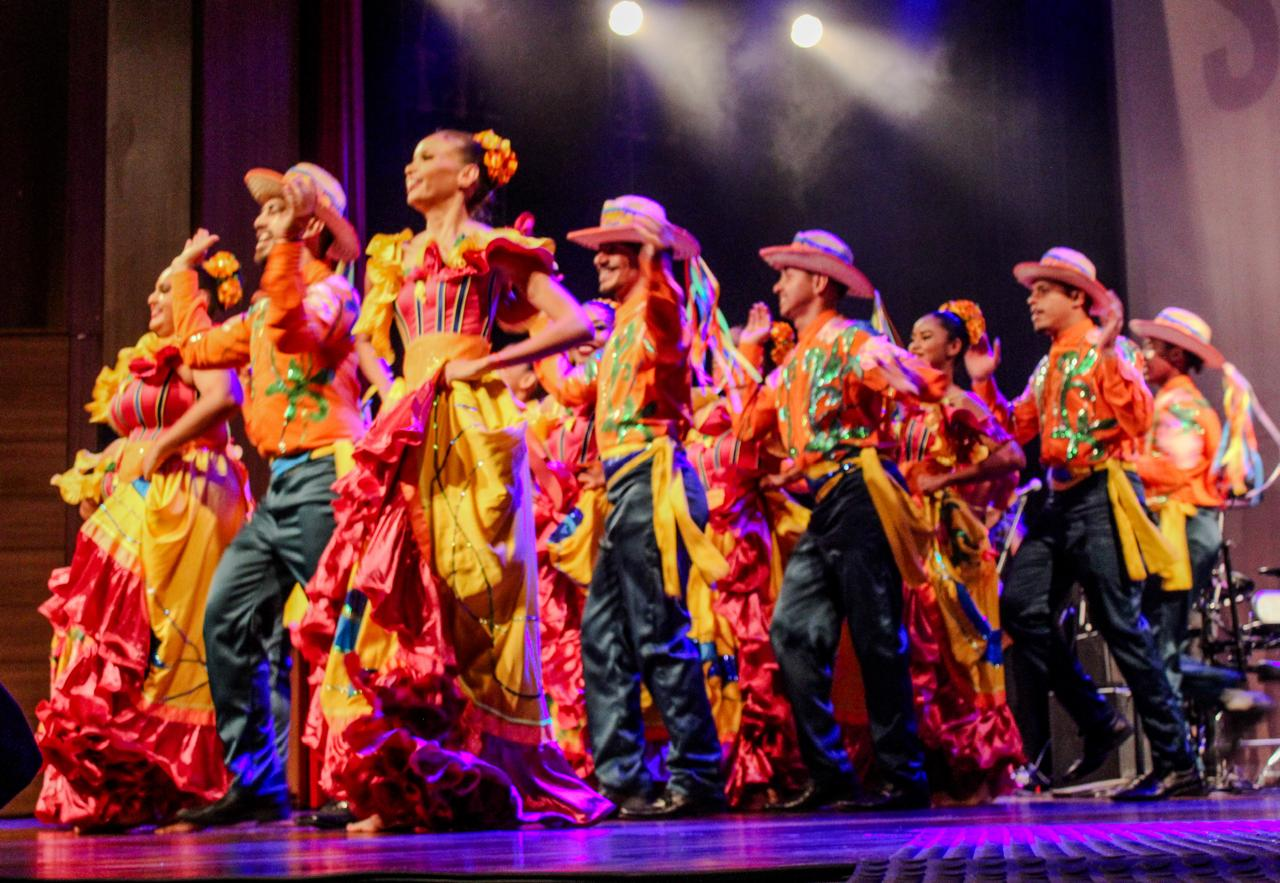
Apresentação do grupo de dança de siriri Flor Ribeirinha ao S.O.S Rio Grande do Sul em Cuiabá.

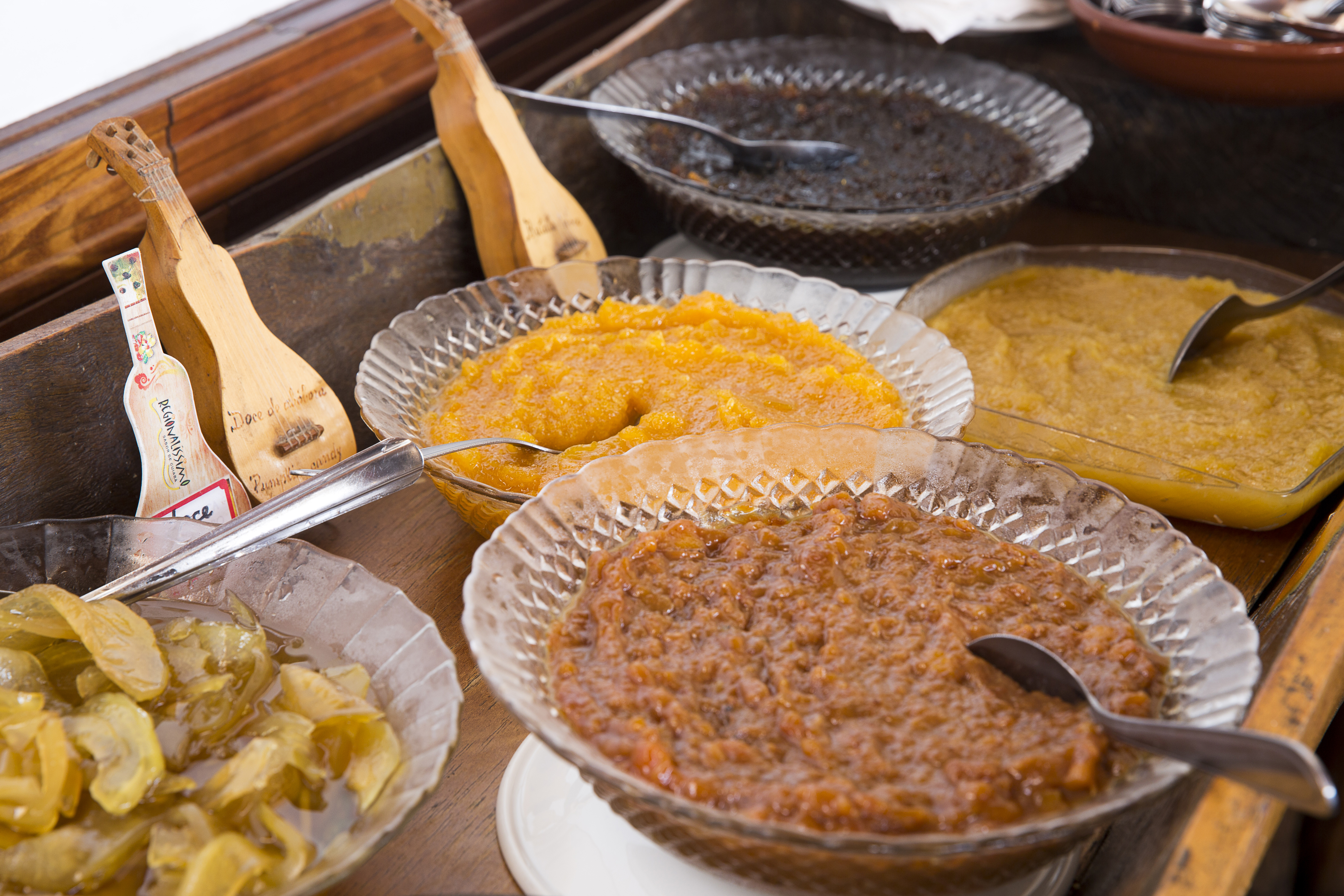
Doces de banana, manga, limão, caju e furrundu, são algumas das sobremesas típicas do estado feita a base de frutos da região.

Entre as principais manifestações culturais de Mato Grosso, tem influências variadas de origem africana, portuguesa, espanhola, indígenas e chiquitana. principalmente nas danças, festas e sua culinária. Dentre as tradições presentes no estado, destacam-se o Siriri, dançado apenas por homens, mulheres e crianças em roda ou fileiras formadas por pares que se movimentam ao som da viola de cocho, mocho e do ganzá; Cururu, dançado apenas por homens, um tocando viola de cocho e o outro o ganzá ou os dois tocando viola;; Dança dos Mascarados, originária da cidade de Poconé é uma dança folclórica realizada desde o século XVIII em homenagens ao Senhor Divino, São Benedito e outros santos de festas religiosas; Dança do Gongo e Chorado originaria da cidade de Vila Bela da Santíssima Trindade, com vestimentas colorida e entoando cantos africanos o Chorado é uma dança apresentada apenas por mulheres, onde equilibra uma garrafa de canjijin na cabeça, enquanto o Congo é encenação com reis e embaixadores que travam uma luta pelo poder; Cavalhada, é uma representação da Guerra de Troia sendo confundida com as cruzadas.
A produção artesanal mato-grossense tem ligação às tradições culturais do estado, como bens e utensílios domésticos como pilão, panelas, redes e na produção musical como a viola de cocho. O artesanato está presente em diferentes regiões do estado, com produção baseada em cerâmica, madeira e argila. Na capital Cuiabá e Várzea Grande a concentração de tecelagem, onde se dedica a produção artesanal de redes de descanso levando 30 dias ou mais cada fio a sua confecção; A Cerâmica, onde grupos de artesãos das cidades de Cuiabá, Várzea Grande, Poconé, Rosário Oeste, Rondonópolis e outros municípios são produzidos utensílios como potes, panelas, vasos, moringas, jarros, talhas, fruteiras e outros; A Viola de cocho principal instrumento nas toadas de cururu e siriri, recebe este nome porque é confeccionada em um tronco de madeira inteiriço, esculpido no formato dos recipientes utilizados para alimentar os animais, os cochos. Com forma e sonoridade singulares, a viola de cocho possui sempre cinco ordens de cordas, denominada prima, contra, corda do meio, canotio e resposta; Artesanato Indígena, a maioria dos utensílios domésticos e de rituais sagrados utilizado nas comunidades são confeccionados artesanalmente entre eles panelas, pratos, leques, cestas, máscaras, brinquedos e outros; na produção artesanal do estado a também a confecção de trançado e pilão, utensilio de madeira muito utilizado para pilar arroz, milho para culinária local.
A culinária mato-grossense, por sua vez, o peixe é muito presente, podendo ser preparado de variadas maneiras frito, assado ou ensopado recheado com farinha ou em pedaços de mandiocae acompanhado de arroz, pirão e a farofa de banana. Entre os pratos apreciados estão a ventrecha de pacu, pacu assado, pacu seco com arroz, piraputanga na brasa, mojica de pintado, dourado na folha de bananeira e o caldo de piranha. Também são apreciados a Maria-isabel, a paçoca de pilão, Farofa de Banana, Arroz com pequi, bolo de arroz e a galinhada. Entre os doces mato-grossense, muitos a base de frutos locais como caju, goiaba, mangaba, limão, mamão e laranja e também o pixé e o furrundu. Entre as bebidas mais presente estão o licor de pequi, licor de caju, o guaraná ralado e o canjinjin (originária de Vila Bela da Santíssima Trindade, a bebida é feita a base de mel, gengibre, cravo, canela, erva doce, raízes e outros ingredientes que compõe seu segredo industrial.).

### Patrimônio histórico e cultural

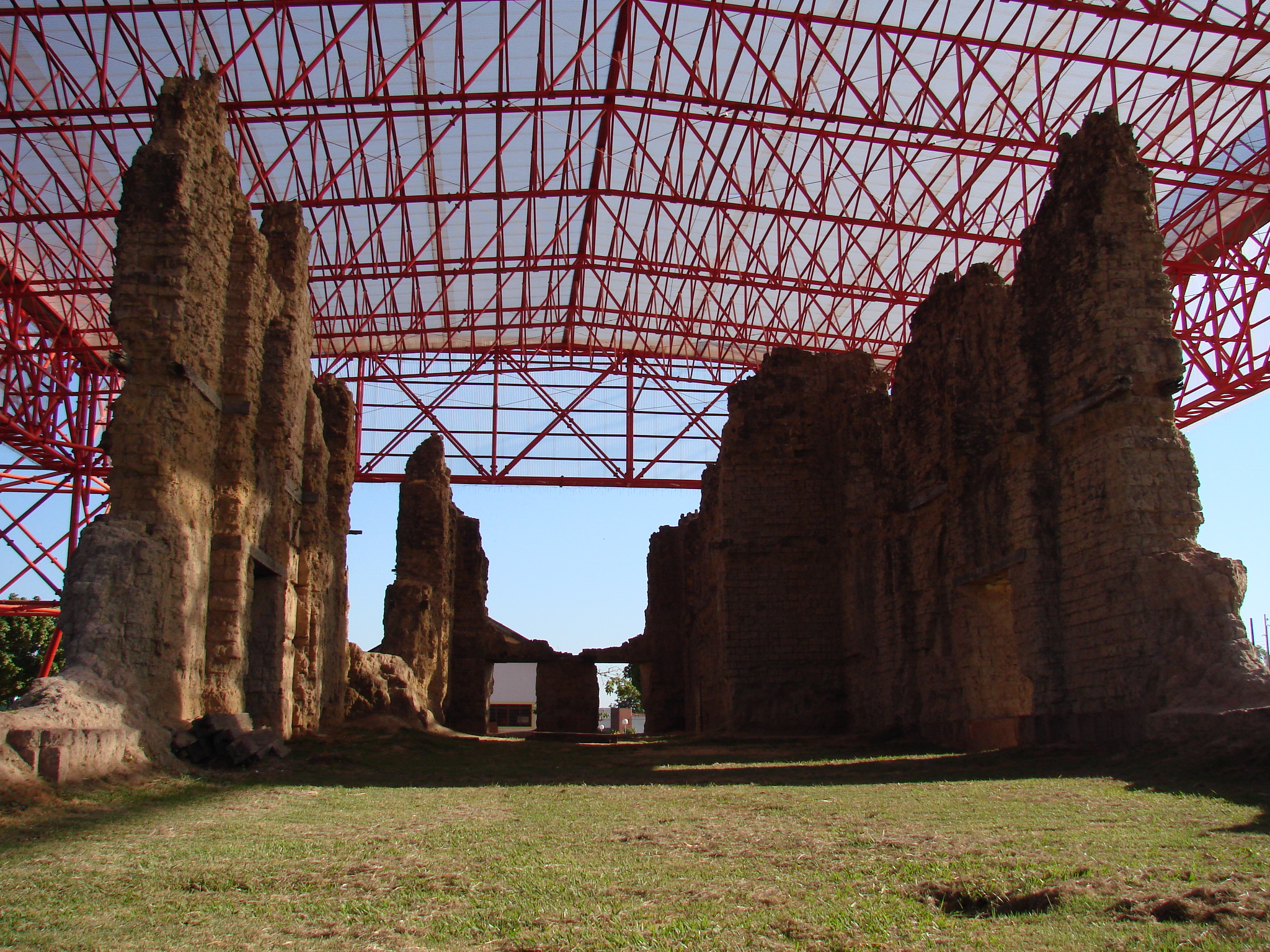
Ruínas da Igreja Matriz em Vila Bela da Santíssima Trindade

O primeiro bem tombado pelo Instituto do Patrimônio Histórico e Artístico Nacional (IPHAN) em Mato Grosso foi a Igreja de Santana do Sacramento localizada no município de Chapada dos Guimarães em 1957, em 1988 foi tombado as Ruínas da Igreja Matriz e o Palácio dos Capitães Generais em Vila Bela da Santíssima Trindade, na capital do estado Cuiabá são bens tombados pelo IPHAN o Centro Geodésico da América do Sul, localizado no Campo d'Ourique e o Centro Histórico de Cuiabá e seu conjunto arquitetônico e ruas antigas como as ruas de baixo, do meio e de cima (atuais ruas Galdino Pimentel, Ricardo Franco e Pedro Celestino respectivamente.) em Cáceres destaca a Fazenda Descalvados, composta de capelas, casa grande e alojamento de operários e galpões, atualmente serve para o turismo e o Marco do Jauru, importante marco para definição de fronteira no Brasil.Criada em 20 de junho de 1975 a Fundação Cultural de Mato Grosso tem por finalidade preservar o patrimônio cultural mato-grossense e de estimular, por todas as formas, as manifestações da cultura regional, atualmente existem 107 bens tombados, sendo 102 materiais e 5 imateriais em 33 municípios e 2 distritos no estado. Em decorrência da descoberta de ouro em Cuiabá no ano de 1721, a cidade reuniu os primeiros casarios construído em via urbana aberta (atualmente constituindo o seu centro histórico tombado pelo IPHAN em 1973). Em 1778 com o surgimento da Vila Maria do Paraguai (atual cidade de Cáceres), durante as definições da fronteira no Brasil foi inaugurado o Marco do Jauru como um dos marcos desse processo.

### Eventos e Festividades
Entre os principais eventos realizado em Mato Grosso estão as exposições agropecuária, industrial e comercial, com destaque a Exposul em Rondonópolis, Exporriso em Sorriso, Expolucas em Lucas do Rio Verde, Expomutum em Nova Mutum além da Expoagro em Cuiabá e entre os eventos relacionados ao agronegócio estão a Farm Show em Primavera do Leste, a Show Safra em Lucas do Rio Verde, Parecis Super Agro em Campo Novo do Parecis e a Oeste Show em Sinop. Em Chapada dos Guimarães é realizado anualmente o Festival de Inverno de Chapada dos Guimarães, sendo um dos maiores eventos culturais do estado. Em Poxoréu é realizado anualmente o Encontro Nacional de Violeiros, o evento é um encontro de artistas de grandes musicos da viola caipira, sendo o maior do genero no pais. Entre os festivais de pesca com destaque ao Festival Internacional de Pesca, realizada em Cáceres, sendo o maior evento de pesca embarcada em água doce do mundo, segundo o Guinness World Records.

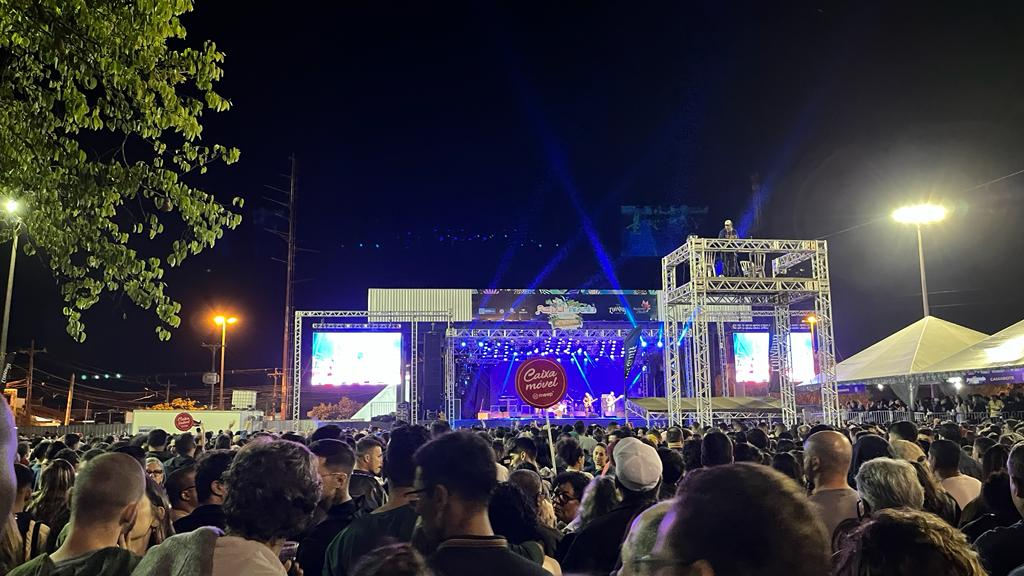
35º edição do Festival de Inverno em Chapada dos Guimarães, um dos maiores eventos cultural do estado.

Entre as festividades tradicionais realizada no estado destaca a Festa de São Benedito, realizada anualmente em Cuiabá entre os dias 27 de junho e 2 julho, o evento tem seu início com uma missa, levantamento de mastro e o tradicional chá com bolo. Em Vila Bela da Santíssima Trindade é realizada anualmente entre os dias 12 e 24 de julho a Festança de Vila Bela da Santíssima Trindade em celebração a Mãe de Deus e às três pessoas da Santíssima Trindade. O evento ocorre desde o Século XVII ao final da colheita de arroz, milho e mandioca, a Festança tem como ponto alto as apresentações da Dança do Congo e do Chorado. Em Barra do Garças é realizada a Festa de Santo Antônio, considera a festa mais longa do estado, a festividade acontece anualmente entre os dias 31 de maio a 13 de junho em homenagem ao padroeiro da cidade, Santo Antônio .  Na região metropolitana é realizada anualmente no dia 29 de junho em Várzea Grande a tradicional Festa de São Pedro, realizada em homenagem a São Pedro no distrito de Bonsucesso. 
Entre as festividades de carnaval no estado merece destaque. Entre elas incluem os realizados em Cuiabá e nas cidades de Nossa Senhora do Livramento , Chapada dos Guimarães.  Santo Antônio de Leverger  na região metropolitana, além do carnaval em Cáceres e o Carnaval dos Mascarados em Guiratinga. Nesse período carnavalesco é realizado na capital Cuiabá dois importantes eventos religiosos o Vinde Vede, organizada desde 1986 pela Arquidiocese de Cuiabá e a Umadecre, (Congresso da União da Mocidade das Assembleias de Deus de Cuiabá e Região) organizado pela Assembleia de Deus no estado. 

### Esportes

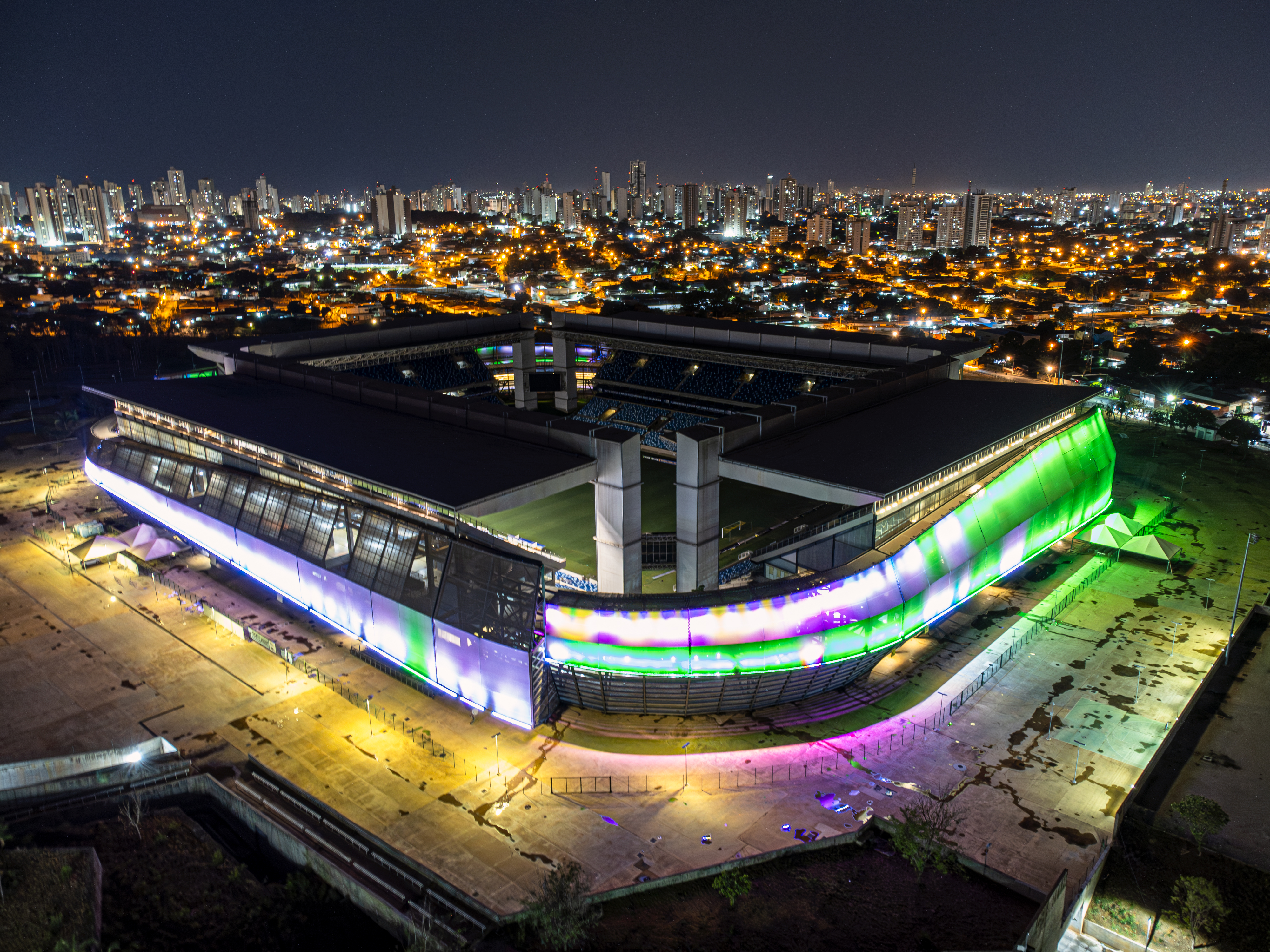
Vista aérea da Arena Pantanal em Cuiabá, uma das sedes da Copa do Mundo FIFA de 2014 e da Copa América de 2021

O futebol é o esporte mais popular dentro do estado de Mato Grosso, tendo como principais equipes Cuiabá, Mixto, Operário, União, Luverdense, Sinop e o Rondonópolis. A Federação Mato-Grossense de Futebol é a entidade responsável por organizar a competição mais tradicional do estado, o Campeonato Mato-grossense, tendo sua primeira edição realizada em 1943. Outra competição tradicional é a Copa FMF, disputada desde 2004 com nome Copa Governador, seu campeão escolhe disputar a campeonato brasileiro da série D ou a Copa do Brasil e seu segundo colocado com a opção preterida. Entre os maiores estádios de futebol do estado, destacam-se o Dutrinha na capital, Luthero Lopes em Rondonópolis, Gigante do Norte em Sinop, Geraldão em Cáceres, Passo das Emas em Lucas do Rio Verde e o Neco Falcão, além da Arena Pantanal, que substituiu o Estádio José Fragelli, foi uma das arenas da Copa do Mundo FIFA de 2014.
A Federação Mato-grossense de Atletismo fundada em 24 de março de 1976 pelo professor Expedito Sabino é a responsável pela organização das competições e incentivo ao atletismo no estado. Existe ainda a Federação Mato-grossense de Basketball, fundada em 1985 é a entidade responsável pela gestão, coordenação e regulamentação do esporte no estado. Anualmente são realizados os Jogos Escolares, Jogos Estudantis de Seleções e Jogos Abertos, essas competições são realizadas entre os meses de abril e outubro em âmbito escolar em diferentes modalidades dividas em 10 regiões esportivas, a faixa etária dos participantes é a partir dos 12 anos.
No estado nasceram os medalhistas em Mundiais Felipe Lima na natação e David Moura no judô, além dos campeões mundiais de futsal Vinícius e Lenísio.

### Feriados
Em Mato Grosso, existe apenas um feriado estadual: o dia 20 de novembro, em que é celebrado o Dia da Consciência Negra, em homenagem a Zumbi dos Palmares por ocasião do aniversário de sua execução em 20 de novembro de 1695, foi decretado feriado estadual pela promulgação da lei estadual nº 1 587 de 7 de dezembro de 2002.